# Lista de episódios de NCIS: Los Angeles
NCIS: Los Angeles é uma série de televisão americana que estreou na CBS em 22 de setembro de 2009. A série se passa em Los Angeles, Califórnia, e segue as histórias dos membros do Office of Special Projects, uma divisão secreta da o Serviço de Investigação Criminal Naval (NCIS). O show e seus personagens foram apresentados em um episódio de duas partes durante a sexta temporada da série de televisão NCIS em 28 de abril e 5 de maio de 2009. NCIS: Los Angeles foi renovada para uma décima primeira temporada em 22 de abril de 2019, que estreou em 29 de setembro de 2019. Em 6 de maio de 2020, NCIS: Los Angeles foi renovada para uma décima segunda temporada, que estreou em 8 de novembro de 2020. Em 23 de abril de 2021, NCIS: Los Angeles foi renovada para uma décima terceira temporada, que estreou em 10 de outubro de 2021. Em 20 de março de 2022, 292 episódios de NCIS: Los Angeles foram ao ar.

## Elenco e Personagem

### Elenco Principal
| Ator                 | Personagem       | Temporada | Temporada  | Temporada  | Temporada    | Temporada    | Temporada    | Temporada    | Temporada    | Temporada    | Temporada | Temporada  | Temporada    | Temporada  | Temporada          |
| Ator                 | Personagem       | INT       | 1          | 2          | 3            | 4            | 5            | 6            | 7            | 8            | 9         | 10         | 11           | 12         | 13                 |
| -------------------- | ---------------- | --------- | ---------- | ---------- | ------------ | ------------ | ------------ | ------------ | ------------ | ------------ | --------- | ---------- | ------------ | ---------- | ------------------ |
| Chris O'Donnell      | G. Callen        | Principal | Principal  | Principal  | Principal    | Principal    | Principal    | Principal    | Principal    | Principal    | Principal | Principal  | Principal    | Principal  | Principal          |
| Daniela Ruah         | Kensi Blye       | Principal | Principal  | Principal  | Principal    | Principal    | Principal    | Principal    | Principal    | Principal    | Principal | Principal  | Principal    | Principal  | Principal          |
| LL Cool J            | Sam Hanna        | Principal | Principal  | Principal  | Principal    | Principal    | Principal    | Principal    | Principal    | Principal    | Principal | Principal  | Principal    | Principal  | Principal          |
| Barrett Foa          | Eric Beale       | Principal | Principal  | Principal  | Principal    | Principal    | Principal    | Principal    | Principal    | Principal    | Principal | Principal  | Principal    | Principal  | —                  |
| Peter Cambor         | Nate Getz        | Principal | Principal  | Recorrente | Participação | Participação | Participação | Participação | Participação | Participação | —         | —          | —            | —          | Convidado          |
| Brian Avers          | Mike Renko       | Principal | Recorrente | —          | Convidado    | —            | —            | —            | —            | —            | —         | —          | —            | —          | —                  |
| Louise Lombard       | Lara Macy        | Principal | —          | —          | —            | —            | —            | —            | —            | —            | —         | —          | —            | —          | —                  |
| Linda Hunt           | Hetty Lange      | —         | Principal  | Principal  | Principal    | Principal    | Principal    | Principal    | Principal    | Principal    | Principal | Principal  | Principal    | Principal  | Convidada Especial |
| Adam Jamal Craig     | Dominic Vail     | —         | Principal  | —          | —            | —            | —            | —            | —            | —            | —         | —          | —            | —          | —                  |
| Eric Christian Olsen | Marty Deeks      | —         | Recorrente | Principal  | Principal    | Principal    | Principal    | Principal    | Principal    | Principal    | Principal | Principal  | Principal    | Principal  | Principal          |
| Renée Felice Smith   | Nell Jones       | —         | —          | Principal  | Principal    | Principal    | Principal    | Principal    | Principal    | Principal    | Principal | Principal  | Principal    | Principal  | —                  |
| Miguel Ferrer        | Owen Granger     | —         | —          | —          | Recorrente   | Recorrente   | Principal    | Principal    | Principal    | Principal    | —         | —          | —            | —          | —                  |
| Nia Long             | Shay Mosley      | —         | —          | —          | —            | —            | —            | —            | —            | —            | Principal | Principal  | —            | —          | —                  |
| Medalion Rahimi      | Fátima Namazi    | —         | —          | —          | —            | —            | —            | —            | —            | —            | —         | Recorrente | Principal    | Principal  | Principal          |
| Caleb Castille       | Devin Roundtree  | —         | —          | —          | —            | —            | —            | —            | —            | —            | —         | —          | Recorrente   | Principal  | Principal          |
| Gerald McRaney       | Hollace Kilbride | —         | —          | —          | —            | —            | —            | Convidado    | —            | —            | —         | Recorrente | Participação | Recorrente | Principal          |

### Elenco Recorrente e Convidado
| Ator                  | Personagem                 | Temporada    | Temporada    | Temporada    | Temporada    | Temporada    | Temporada    | Temporada    | Temporada    | Temporada    | Temporada    | Temporada    | Temporada    | Temporada    |
| Ator                  | Personagem                 | 1            | 2            | 3            | 4            | 5            | 6            | 7            | 8            | 9            | 10           | 11           | 12           | 13           |
| --------------------- | -------------------------- | ------------ | ------------ | ------------ | ------------ | ------------ | ------------ | ------------ | ------------ | ------------ | ------------ | ------------ | ------------ | ------------ |
| Rocky Carroll         | Leon Vance                 | Recorrente   | Participação | Participação | —            | —            | Participação | —            | —            | —            | —            | —            | —            | —            |
| Pauley Perrette       | Abby Sciuto                | Recorrente   | —            | —            | —            | —            | —            | —            | —            | —            | —            | —            | —            | —            |
| Kathleen Rose Perkins | Rose Schwartz              | Recorrente   | Participação | —            | Recorrente   | —            | —            | —            | —            | —            | —            | —            | —            | —            |
| Vyto Ruginis          | Arkady Kolcheck            | Participação | Participação | Participação | Recorrente   | Participação | Recorrente   | Recorrente   | Participação | Recorrente   | Recorrente   | Participação | Recorrente   | —            |
| Ronald Auguste        | Mowahd Dusa                | Recorrente   | Participação | —            | —            | —            | —            | —            | —            | —            | —            | —            | —            | —            |
| Matthew Grant Godbey  | Dan Evans                  | Participação | Participação | Recorrente   | —            | Participação | —            | —            | Recorrente   | —            | —            | —            | —            | —            |
| Claire Forlani        | Lauren Hunter              |              | Recorrente   | Recorrente   | —            | —            | —            | —            | —            | —            | —            | —            | —            | —            |
| Christopher Lambert   | Marcel Janvier             | —            | —            | Recorrente   | Recorrente   | Participação | —            | —            | —            | —            | —            | —            | —            | —            |
| Anslem Richardson     | Tahir Khaled               | —            | —            | Recorrente   | —            | —            | —            | Recorrente   | Recorrente   | —            | —            | —            | —            | —            |
| Erik Palladino        | Vostanik Sabatino          | —            | —            | Participação | Participação | Recorrente   | —            | Participação | Recorrente   | —            | Participação | Participação | Recorrente   | —            |
| Indira G. Wilson      | Michelle Hanna             | —            | —            | Participação | —            | —            | —            | —            | —            | —            | —            | —            | —            | —            |
| Aunjanue Ellis        | Michelle Hanna             | —            | —            | —            | Recorrente   | Participação | Participação | —            | Participação | —            | —            | —            | —            | —            |
| Scott Grimes          | Dave Flynn                 | —            | —            | —            | Recorrente   | —            | —            | —            | Participação | —            | —            | —            | —            | —            |
| Matthew Del Negro     | Jack Simon                 | —            | —            | —            | —            | Recorrente   | —            | Participação | —            | —            | —            | —            | —            | —            |
| Elizabeth Bogush      | Joelle Taylor              | —            | —            | —            | —            | Participação | Recorrente   | Guest        | Recorrente   | Participação | Participação | —            | Participação | —            |
| Bar Paly              | Anna Kolcheck              | —            | —            | —            | —            | —            | Recorrente   | Recorrente   | Recorrente   | Recorrente   | Recorrente   | Recorrente   | Recorrente   | Participação |
| Michael Weatherly     | Anthony "Tony" DiNozzo Jr. | —            | —            | —            | —            | —            | —            | Participação | —            | —            | —            | —            | —            | —            |
| Malese Jow            | Jennifer Kim               | —            | —            | —            | —            | —            | —            | Recorrente   | —            | Participação | —            | —            | —            | —            |
| John M. Jackson       | A.J. Chegwidden            | —            | —            | —            | —            | —            | —            | —            | Recorrente   | Recorrente   | —            | —            | —            | —            |
| Andrea Bordeaux       | Harley Hidoko              | —            | —            | —            | —            | —            | —            | —            | —            | Recorrente   | —            | —            | —            | —            |
| Esai Morales          | Louis Ochoa                | —            | —            | —            | —            | —            | —            | —            | —            | —            | Recorrente   | —            | —            | —            |
| Peter Jacobson        | John Rogers                | —            | —            | —            | —            | —            | —            | —            | —            | —            | Recorrente   | Participação | Participação | —            |

## Resumo
| Temporada | Temporada  | Episódios | Episódios | Originalmente exibido  | Originalmente exibido |
| Temporada | Temporada  | Episódios | Episódios | Estreia da temporada   | Final da temporada    |
| --------- | ---------- | --------- | --------- | ---------------------- | --------------------- |
|           | Introdução | 2         | 2         | 28 de abril de 2009    | 5 de maio de 2009     |
|           | 1          | 24        | 24        | 22 de setembro de 2009 | 25 de maio de 2010    |
|           | 2          | 24        | 24        | 21 de setembro de 2010 | 17 de maio de 2011    |
|           | 3          | 24        | 24        | 20 de setembro de 2011 | 15 de maio de 2012    |
|           | 4          | 24        | 24        | 25 de setembro de 2012 | 14 de maio de 2013    |
|           | 5          | 24        | 24        | 24 de setembro de 2013 | 13 de maio de 2014    |
|           | 6          | 24        | 24        | 29 de maio de 2014     | 18 de maio de 2015    |
|           | 7          | 24        | 24        | 21 de setembro de 2015 | 2 de maio de 2016     |
|           | 8          | 24        | 24        | 25 de setembro de 2016 | 14 de maio de 2017    |
|           | 9          | 24        | 24        | 1 de outubro de 2017   | 20 de maio de 2018    |
|           | 10         | 24        | 24        | 30 de setembro de 2018 | 19 de maio de 2019    |
|           | 11         | 22        | 22        | 29 de setembro de 2019 | 26 de abril de 2020   |
|           | 12         | 22        | 22        | 8 de novembro de 2020  | 23 de maio de 2021    |
|           | 13         | 22        | 22        | 10 de outubro de 2021  | 22 de maio de 2022    |
|           | 14         | 21        | 21        | 9 de outubro de 2022   | 21 de maio de 2023    |

## Episódios

### Introdução
NCIS: Los Angeles foi lançado em um episódio duplo da sexta temporada de NCIS, "Legend Part I" e "Legend Part II".
| NCIS Temporada | NCIS Episódio | Título            | Direção             | Escrito por   | Data de exibição    | Audiência EUA (em milhões) |
| --- | ------------- | ----------------- | ------------------- | ------------- | ------------------- | -------------------------- |
| 6 | 22            | "Legend (Part 1)" | Tony Wharmby        | Shane Brennan | 28 de abril de 2009 | 16.32 million              |
| Gibbs e McGee trabalham com o Escritório de Projetos Especiais da NCIS de Los Angeles para solucionar o assassinato de um marinheiro, e a investigação se transforma em um caso de segurança nacional. |               |                   |                     |               |                     |                            |
| 6 | 23            | "Legend (Part 2)" | James Whitmore, Jr. | Shane Brennan | 5 de maio de 2009   | 16.28 million              |
| A equipe de NCIS de Los Angeles junto com Gibbs e McGee continuam sua busca pelo terrorista. Tony questiona Ziva sobre seu relacionamento com Rivkin. Nota : O resultado de ferimentos Callen é desconhecida no final do episódio. No entanto, no próximo episódio de NCIS, "Semper Fidelis", é revelado que Callen não foi morto, mas está em estado crítico. |               |                   |                     |               |                     |                            |

### 1ª temporada: 2009-2010
| Sequência | Episódios | Título               | Direção             | Escrito por                      | Data de exibição       | Audiência EUA (em milhões) |
| --- | --------- | -------------------- | ------------------- | -------------------------------- | ---------------------- | -------------------------- |
| 1 | 1         | "Identity"           | James Whitmore, Jr. | Shane Brennan                    | 22 de setembro de 2009 | 18.73                      |
| Callen retorna, depois de quase ser morto meses antes, ao Departamento de Projetos Especiais de NCIS para solucionar um caso de sequestro. Personagem recorrente: Rocky Carroll como Leon Vance. |           |                      |                     |                                  |                        |                            |
| 2 | 2         | "The Only Easy Day"  | Terrence O'Hara     | R. Scott Gemmill                 | 29 de setembro de 2009 | 17.42                      |
| A equipe trabalha na investigação do assassinato de um traficante de drogas, e o caso se torna uma questão pessoal para um dos membros da equipe. |           |                      |                     |                                  |                        |                            |
| 3 | 3         | "Predator"           | Tony Wharmby        | Dave Kalstei                     | 6 de outubro de 2009   | 16.31                      |
| Durante um treinamento da Marinha um predador com mísseis é sequestrado, resultando na morte de um marinheiro. A equipe deve localizar o equipamente antes que ele seja usado contra o país. |           |                      |                     |                                  |                        |                            |
| 4 | 4         | "Search and Destroy" | Steve Boyum         | Gil Grant                        | 13 de outubro de 2009  | 15.32                      |
| A equipe recebe a missão de encontrar um ex-marinheiro, Walton Flynn, depois que um empresário iraquiano é assassinado. Flynn foi designado por uma empresa particular para proteger o empresário e é acusado de cometer o assassinato. |           |                      |                     |                                  |                        |                            |
| 5 | 5         | "Killshot"           | David Barrett       | Shane Brennan                    | 20 de outubro de 2009  | 16.50                      |
| A equipe investiga a morte de um empreiteiro, temendo que as informações que ele tinha foram perdidas. Eles encontram uma pista que liga a vítima ao Diretor Vance. Personagens recorrentes: Pauley Perrette como Abby Sciuto e Rocky Carroll como Leon Vance. Nota: A personagem Lee Wuan Kai segue sua história em NCIS no episdódio “Endgame” da sétima temporada. |           |                      |                     |                                  |                        |                            |
| 6 | 6         | "Keepin' It Real"    | Leslie Libman       | Matt Pyken                       | 3 de novembro de 2009  | 15.29                      |
| Depois que a equipe de NCIS descobre o corpo de um marinheiro que vinha vivendo uma vida dupla, eles procuram um motivo para seu assassinato. |           |                      |                     |                                  |                        |                            |
| 7 | 7         | "Pushback"           | Paris Barclay       | Shane Brennan                    | 10 de novembro de 2009 | 16.19                      |
| Callen descobre porque ele foi um alvo há seis meses, enquanto investigava a morte de um russo. Personagem recorrente: Rocky Carroll como Leon Vance. |           |                      |                     |                                  |                        |                            |
| 8 | 8         | "Ambush"             | Rod Holcomb         | Lindsay Sturman                  | 17 de novembro de 2009 | 14.81                      |
| A equipe investiga o assassinato de um marinheiro enquanto Hetty está afastada. A investigação os leva na direção de um milícia e mísseis roubados. Personagem recorrente: Rocky Carroll como Leon Vance. |           |                      |                     |                                  |                        |                            |
| 9 | 9         | "Random on Purpose"  | Steven DePaul       | Speed Weed                       | 24 de novembro de 2009 | 17.18                      |
| Um serial killer faz alvos em Los Angeles e chama a atenção de Abby Scuito. Ela viaja de Washington para dar uma ajuda à equipe, já que está seguindo este assassino há algum tempo. Personagens recorrentes: Pauley Perrette como Abby Sciuto e Rocky Carroll como Leon Vance.                                                                                       |           |                      |                     |                                  |                        |                            |
| 10 | 10        | "Brimstone"          | Terrence O'Hara     | R. Scott Gemmill                 | 15 de dezembro de 2009 | 17.36                      |
| O grupo do NCIS em peso se dedicará a um difícil caso: o assassinato de um oficial da Marinha por uma bomba colocada em seu celular. Eles terão que agir rápido, antes que outros celulares comecem a explodir. |           |                      |                     |                                  |                        |                            |
| 11 | 11        | "Breach"             | Perry Lang          | R. Scott Gemmill e Shane Brennan | 5 de janeiro de 2010   | 18.07                      |
| Um agente da unidade linguística é assassinado no interior de um clube de strip, e a equipe é designada ao caso, encontrando uma forte conexão entre o crime e o passado do oficial. Enquanto isso, Hetty monitora a maneira rápida e rigorosa com que a equipe trabalha para solucionar as investigações.                                                            |           |                      |                     |                                  |                        |                            |
| 12 | 12        | "Past Lives"         | Elodie Keene        | Dave Kalstein                    | 12 de janeiro de 2010  | 15.50                      |
| Callen tenta seguir por conta própria a pista de um presidiário, que estava em liberdade condicional e havia sido reconduzido à prisão, mas que agora foi declarado morto. No decorrer de sua investigação, descobre que o falecido reapareceu em um dos seus inúmeros disfarces, para realizar uma fraude milionária na instituição militar norte-americana.         |           |                      |                     |                                  |                        |                            |
| 13 | 13        | "Missing"            | David Barrett       | Gil Grant e Matt Pyken           | 26 de janeiro de 2010  | 17.16                      |
| Durante uma secreta e inadiável sessão de treinamento, a equipe recebe uma mensagem urgente com um pedido de ajuda: Dom foi sequestrado e os minutos virarão segundos se não forem rápidos para salvar sua vida. |           |                      |                     |                                  |                        |                            |
| 14 | 14        | "LD50"               | Jonathan Frakes     | Speed Weed e R. Scott Gemmill    | 2 de fevereiro de 2010 | 16.42                      |
| Um grupo de homens, vestidos com uniformes de fuzileiros navais, é encontrado no interior de um laboratório, todos mortos por envenenamento. A equipe deverá descobrir como estes homens conseguiram os uniformes, e a substância que lhes causou a morte. A investigação os levará a uma poderosa toxina, de venda livre, e a uma mulher, que facilita seu tráfico.  |           |                      |                     |                                  |                        |                            |
| 15 | 15        | "The Bank Job"       | Terrence O'Hara     | Dave Kalstein                    | 9 de fevereiro de 2010 | 17.91                      |
| Os membros do NCIS estarão juntos, porém impotentes desta vez, já que a agente Kensi foi atacada a tiros no interior de um banco, e os assaltantes mantêm o restante do esquadrão como refém. |           |                      |                     |                                  |                        |                            |
| 16 | 16        | "Chinatown"          | Alan J. Levi        | Lindsay Sturman                  | 2 de março de 2010     | 14.97                      |
| A morte de um tenente-coronel é reportada como suicídio, de acordo com as características do fato. No entanto, a investigação da equipe dará uma reviravolta inesperada no caso, ao ser descoberto que se tratava de um assassinato muito bem planejado. |           |                      |                     |                                  |                        |                            |
| 17 | 17        | "Full Throttle"      | David Barrett       | Joseph C. Wilson                 | 9 de março de 2010     | 16.99                      |
| Os integrantes do NCIS terão que esclarecer a morte de um marinheiro envolvido em uma aposta de rua ilegal. O caso será encerrado quando equipamentos da Força Naval forem descobertos em poder do falecido. |           |                      |                     |                                  |                        |                            |
| 18 | 18        | "Blood Brothers"     | Karen Gaviola       | Tim Clemente                     | 16 de março de 2010    | 15.10                      |
| A equipe investiga a morte de um fuzileiro naval num tiroteio entre dois carros. Eles acreditam que o irmão da vítima possa ser o próximo alvo. |           |                      |                     |                                  |                        |                            |
| 19 | 19        | "Hand-to-Hand"       | Paris Barclay       | Matt Pyken                       | 6 de abril de 2010     | 13.79                      |
| Quando o assassinato de um fuzileiro naval é conectado a uma academia que ensina artes marciais mistas, Sam se infiltra como um lutador. Personagem recorrente: Eric Christian Olsen como Marty Deeks. |           |                      |                     |                                  |                        |                            |
| 20 | 20        | "Fame"               | Dennis Smith        | Speed Weed                       | 27 de abril de 2010    | 15.62                      |
| O assassinato de um oficial da marinha está ligado a uma proeminente socialite e a equipe investiga, com a ajuda da polícia de Los Angeles, a conexão com Marty Deeks. Personagem recorrente: Eric Christian Olsen como Marty Deeks. |           |                      |                     |                                  |                        |                            |
| 21 | 21        | "Found"              | James Whitmore, Jr. | R. Scott Gemmill                 | 4 de maio de 2010      | 14.34                      |
| Meses depois do desaparecimento de Dom, a equipe recebe uma evidência em vídeo de que ele é mantido refém. Agora eles correm para resgatá-lo. |           |                      |                     |                                  |                        |                            |
| 22 | 22        | "Hunted"             | Steven DePaul       | Corey Miller                     | 11 de maio de 2010     | 16.04                      |
| A equipe caça um terrorista que escapou da custódia do exército, durante uma transferência secreta em Los Angeles. Personagem recorrente: Rocky Carroll como Leon Vance. |           |                      |                     |                                  |                        |                            |
| 23 | 23        | "Burned"             | Steve Boyum         | Dave Kalstein                    | 18 de maio de 2010     | 15.23                      |
| O disfarce de Callen é descoberto e ele deve desfazer os seus laços com o NCIS para proteger a equipe, enquanto eles investigam o vazamento na segurança. |           |                      |                     |                                  |                        |                            |
| 24 | 24        | "Callen, G"          | Tony Wharmby        | Shane Brennan                    | 25 de maio de 2010     | 13.12                      |
| Callen tem algo pessoal em jogo na busca por uma mulher que não apenas sabe a localização de uma fortuna que será usada como subsídio para uma guerra no Oriente Médio, mas como também tem pistas sobre o passado desconhecido de Callen. |           |                      |                     |                                  |                        |                            |

### 2ª temporada: 2010-2011
| Sequência | Episódios | Título             | Direção               | Escrito por                       | Data de exibição        | Audiência EUA (em milhões) |
| --- | --------- | ------------------ | --------------------- | --------------------------------- | ----------------------- | -------------------------- |
| 25 | 1         | "Human Traffic"    | James Whitmore, Jr.   | Shane Brennan                     | 21 de setembro de 2010  | 15.76                      |
| Quando Deeks desaparece durante uma operação, a equipe do NCIS começa uma investigação para encontrar um de seus colegas. O departamento de polícia de Los Angeles que quer o NCIS fique longe do caso quando um detetive é morto. Personagem recorrente: Peter Cambor como Dr. Nate Getz. |           |                    |                       |                                   |                         |                            |
| 26 | 2         | "Black Widow"      | Kate Woods            | Dave Kalstein                     | 21 de setembro de 2010  | 13.60                      |
| A morte de um agente do NCIS é investigada pela equipe, que logo descobre que o assassinato é obra de um esquadrão de assassinos. |           |                    |                       |                                   |                         |                            |
| 27 | 3         | "Borderline"       | Terrence O'Hara       | R. Scott Gemmill                  | 28 de setembro de 2010  | 16.51                      |
| Kensi e Deeks vão ao deserto em busca de marinheiros que caíram em uma emboscada. Nate está de volta de sua missão secreta. Personagem recorrente: Peter Cambor como Dr. Nate Getz. |           |                    |                       |                                   |                         |                            |
| 28 | 4         | "Special Delivery" | Tony Wharmby          | Gil Grant                         | 5 de outubro de 2010    | 16.15                      |
| Um marinheiro com uma missão de alta segurança é encontrado morto e sem uma das mãos em Beverly Hills. Sua morte parece estar ligada a uma viagem recente ao Iraque. Primeira aparição de: Nell Jones                                                                                      |           |                    |                       |                                   |                         |                            |
| 29 | 5         | "Little Angels"    | Steven DePaul         | Frank Military                    | 12 de outubro de 2010   | 16.05                      |
| A equipe do NCIS deve correr contra o tempo para salvar a filha de um almirante que foi enterrada viva. O caso está ligado a um homem que já está na cadeia por três assassinatos semelhantes.                                                                                             |           |                    |                       |                                   |                         |                            |
| 30 | 6         | "Standoff"         | Dennis Smith          | Joseph C. Wilson                  | 19 de outubro de 2010   | 16.00                      |
| A ex-parceira de Callen, Tracy Keller (Marisol Nichols), organiza o sequestro de um centro de recrutamento da marinha. Callen conversa com ela para descobrir mais sobre um carregamento de misseis que foi roubado.                                                                       |           |                    |                       |                                   |                         |                            |
| 31 | 7         | "Anonymous"        | Norberto Barba        | Christina M. Kim                  | 26 de outubro de 2010   | 15.99                      |
| Um grupo de terroristas com rostos alterados por cirurgias plásticas dão trabalho à equipe, que luta para encontrar a única testemunha capaz de reconhecê-los. |           |                    |                       |                                   |                         |                            |
| 32 | 8         | "Bounty"           | Félix Enríquez Alcalá | Dave Kalstein                     | 9 de novembro de 2010   | 15.61                      |
| Terroristas procurados e informações sigilosas fazem parte da mais nova investigação da NCIS, que começa com o sequestro e assassinato de um sargento aposentado. |           |                    |                       |                                   |                         |                            |
| 33 | 9         | "Absolution"       | Steven DePaul         | R. Scott Gemmill                  | 16 de novembro de 2010  | 15.81                      |
| Parte 1: Quando o caderno com informações ultra secretas de um vendedor de antiguidades desaparece, Hetty envia a equipe de NCIS para recuperá-lo. |           |                    |                       |                                   |                         |                            |
| 34 | 10        | "Deliverance"      | Tony Wharmby          | Frank Military e Shane Brennan    | 23 de novembro de 2010  | 14.96                      |
| Parte 2: A equipe continua a procurar o livro com os segredos de segurança máxima. |           |                    |                       |                                   |                         |                            |
| 35 | 11        | "Disorder"         | Jonathan Frakes       | David Kalstien e Gill Grant       | 14 de dezembro de 2010  | 16.82                      |
| O único sobrevivente de um tiroteio é um ex-oficial da Inteligência da Marinha que sofre de estresse pós-traumático. Enquanto a equipe investiga o que realmente aconteceu, Kensi acaba se conectando ao sobrevivente mais profundamente, o que pode ajudar a solucionar o caso.           |           |                    |                       |                                   |                         |                            |
| 36 | 12        | "Overwatch"        | Karen Gaviola         | Lindsay Sturman                   | 11 de janeiro de 2011   | 18.13                      |
| A equipe de NCIS descobre um sistema de monitoramento experimental da marinha quando um corpo contendo um resíduo secreto é roubado da sala de autópsia. Enquanto isso, Callen desafia Hetty no paredão de escalada.                                                                       |           |                    |                       |                                   |                         |                            |
| 37 | 13        | "Archangel"        | Tony Wharmby          | R. Scott Gemmill e Shane Brennan  | 18 de janeiro de 2011   | 17.29                      |
| A equipe de NCIS tenta encontrar o responsável pelo roubo de um documento importante do Pentágono antes que o código para decifrá-lo seja quebrado pelas pessoas erradas. |           |                    |                       |                                   |                         |                            |
| 38 | 14        | "Lockup"           | Jan Eliasberg         | Christina M. Kim e Frank Military | 1 de fevereiro de 2011  | 17.70                      |
| Para que o NCIS consiga encontrar o grupo terrorista responsável por diversos bombardeios em várias partes do mundo, Sam deve entrar disfarçado em uma prisão federal. Personagem recorrente: Peter Cambor como Dr. Nate Getz.                                                             |           |                    |                       |                                   |                         |                            |
| 39 | 15        | "Tin Soldiers"     | Terrence O'Hara       | R. Scott Gemmill                  | 8 de fevereiro de 2011  | 17.16                      |
| Callen descobre uma operação de falsificação de chips de computadores ao nocautear um invasor em sua casa. Um ex-agente da KGB ajuda a equipe a encontrar o mais recente carregamento da operação.                                                                                         |           |                    |                       |                                   |                         |                            |
| 40 | 16        | "Empty Quiver"     | James Whitmore        | Dave Kalstein                     | 15 de fevereiro de 2011 | 16.80                      |
| Em episódio que homenageia a conhecida série da década de 70 "CHiPs", Callen e Sam se disfarçam de oficiais da CHP para investigar uma operação militar ilegal envolvendo também policiais.                                                                                                |           |                    |                       |                                   |                         |                            |
| 41 | 17        | "Personal"         | Kate Woods            | Joseph C. Wilson                  | 22 de fevereiro de 2011 | 18.58                      |
| Depois que Deeks é baleado durante uma visita a uma loja de conveniências, a equipe de NCIS investiga se o ferimento foi causado em um assalto comum ou se alguém queria realmente machucar Deeks.                                                                                         |           |                    |                       |                                   |                         |                            |
| 42 | 18        | "Harm's Way"       | Tony Wharmby          | Shane Brennan                     | 1 de março de 2011      | 15.67                      |
| Quando a equipe recebe a missão de resgatar o filho de um princípio e recapturar o líder de um grupo terrorista, Nate volta a se juntar à sua equipe no Iêmen para dar uma mão. Personagem recorrente: Peter Cambor como Dr. Nate Getz.                                                    |           |                    |                       |                                   |                         |                            |
| 43 | 19        | "Enemy Within"     | Steven DePaul         | Lindsay Sturman                   | 22 de março de 2011     | 16.56                      |
| NCIS deve determinar se um político venezuelano corre o risco de ser assassinado. Tudo isso está conectado ao desaparecimento de um comandante da inteligência da Marinha. |           |                    |                       |                                   |                         |                            |
| 44 | 20        | "The Job"          | Terrence O'Hara       | Frank Military & Christina M. Kim | 29 de março de 2011     | 15.34                      |
| Quando uma instalação segura da base da Marinha é violado, a equipe deve determinar o que foi alvo de roubo. A fim de cumprir a missão, Kensi deve ir disfarçada. |           |                    |                       |                                   |                         |                            |
| 45 | 21        | "Rocket Man"       | Dennis Smith          | Roger Director                    | 12 de abril de 2011     | 15.46                      |
| Eric vai disfarçado pela primeira vez para se certificar de que a tecnologia de satélite permanece seguro a pedido do Departamento de Defesa dos Estados Unidos (DOD) depois de um especialista em motor de foguete acaba morto na câmara de ensaio.                                       |           |                    |                       |                                   |                         |                            |
| 46 | 22        | "Plan B"           | James Whitmore, Jr.   | Dave Kalstein & Joseph C. Wilson  | 3 de maio de 2011       | 14.16                      |
| Para proteger seu melhor amigo e principal informante, Deeks retoma um antigo pseudônimo que ele não gosta muito. |           |                    |                       |                                   |                         |                            |
| 47 | 23        | "Imposters"        | John P. Kousakis      | R. Scott Gemmill                  | 10 de maio de 2011      | 14.74                      |
| Um homem fingindo ser um SEAL da Marinha é incendiado, levando a NCIS a encontrar informações sobre a localização de um item roubado, de um caso do passado, que poderia ser usado para fazer uma bomba. Personagem recorrente: Claire Forlani como Lauren Hunter.                         |           |                    |                       |                                   |                         |                            |
| 48 | 24        | "Família"          | James Whitmore, Jr.   | Shane Brennan                     | 17 de maio de 2011      | 15.61                      |
| Depois da renúncia repentina de Hetty, Callen e sua equipe tentam desvendar o mistério por trás de seu desaparecimento. Personagens recorrentes: Rocky Carroll como Diretor de NCIS Leon Vance e Claire Forlani como Lauren Hunter.                                                        |           |                    |                       |                                   |                         |                            |

### 3ª temporada: 2011-2012
| Sequência | Episódios | Título                     | Direção             | Escrito por                                      | Data de exibição        | Audiência EUA (em milhões) |
| --- | --------- | -------------------------- | ------------------- | ------------------------------------------------ | ----------------------- | -------------------------- |
| 49 | 1         | "Lange H"                  | Tony Wharmby        | Shane Brennan                                    | 20 de setembro de 2011  | 16.71                      |
| A equipe continua na Romênia em busca de Hetty. Callen encontra respostas para segredos do seu passado. Personagens recorrentes: Rocky Carroll como Diretor de NCIS Leon Vance e Claire Forlani como Lauren Hunter. |           |                            |                     |                                                  |                         |                            |
| 50 | 2         | "Cyber Threat"             | Dennis Smith        | Scott Gemmill                                    | 27 de setembro de 2011  | 16.26                      |
| Depois de um ataque cibernético contra o DOD (Department of Defense), NCIS e a equipe da NSA (National Security Agency) até localizar a pessoa responsável. Enquanto isso, Callen continua em buscas de informações sobre seu passado. Personagem recorrente: Claire Forlani como Lauren Hunter.                                |           |                            |                     |                                                  |                         |                            |
| 51 | 3         | "Backstopped"              | Terrence O'Hara     | Shane Brennan e Dave Kalstein                    | 4 de outubro de 2011    | 14.78                      |
| A explosão de um carro envia a equipe numa missão por toda a cidade para encontrar os outros explosivos roubados antes de serem detonados. Sam é enviado disfarçado como especialista de bombas. Em meio a grande protesto, Hunter reorganiza as parcerias da equipe. Personagem recorrente: Claire Forlani como Lauren Hunter. |           |                            |                     |                                                  |                         |                            |
| 52 | 4         | "Deadline"                 | Kate Woods          | Gil Grant                                        | 11 de outubro de 2011   | 15.40                      |
| A equipe NCIS se envolve no conflito da Líbia quando um repórter é assassinado. Callen aprende algo sobre seu passado de Hetty e isso poderia afetar seu relacionamento. |           |                            |                     |                                                  |                         |                            |
| 53 | 5         | "Sacrifice"                | John Peter Kousakis | Joseph C. Wilson                                 | 18 de outubro de 2011   | 15.35                      |
| Uma operação conjunta entre NCIS e LAPD é necessário quando um conhecido terrorista está ligado a um cartel de drogas local. Sam está distraído quando um item importante desaparece. |           |                            |                     |                                                  |                         |                            |
| 54 | 6         | "Lone Wolf"                | James Withmore Jr.  | Christina M. Kim                                 | 25 de outubro de 2011   | 15.89                      |
| Um ex-oficial da inteligência da Marinha é assassinado, e os agentes descobrem sua vida dupla e uma possível ameaça à segurança nacional. |           |                            |                     |                                                  |                         |                            |
| 55 | 7         | "Honor"                    | Tony Wharmby        | R. Scott Gemmil e Jordana Lewis Jaffe            | 1º de novembro de 2011  | 15.52                      |
| A equipe precisa determinar se um fuzileiro naval é um assassino ou vítima de uma conspiração internacional. |           |                            |                     |                                                  |                         |                            |
| 56 | 8         | "Greed"                    | Jan Eliasberg       | Frank Military                                   | 8 de novembro de 2011   | 15.66                      |
| Os agentes viajam para o México para encontrar uma caixa que guarda material mortal. |           |                            |                     |                                                  |                         |                            |
| 57 | 9         | "Betrayal"                 | Karen Gaviola       | Frank Military                                   | 15 de novembro de 2011  | 15.15                      |
| Sam desaparece no Sudão durante uma missão secreta da CIA. |           |                            |                     |                                                  |                         |                            |
| 58 | 10        | "The Debt"                 | Steven DePaul       | Dave Kalstein                                    | 22 de novembro de 2011  | 14.10                      |
| Kensi encara seus sentimentos quando Deeks é demitido do NCIS e enviado de volta ao Departamento de Polícia de Los Angeles. |           |                            |                     |                                                  |                         |                            |
| 59 | 11        | "Higher Power"             | Kevin Bray          | Joe Sachs                                        | 13 de dezembro de 2011  | 16.40                      |
| A equipe procura por um dispositivo roubado de um laboratório de pesquisas da faculdade que tem a capacidade de destruir Los Angeles. |           |                            |                     |                                                  |                         |                            |
| 60 | 12        | "The Watchers"             | Tony Wharmby        | R. Scott Gemmil                                  | 3 de janeiro de 2012    | 17.08                      |
| Nell se disfarça quando uma pesquisadora do Departamento de Defesa é assassinada e ela precisa substituí-la. Primeira aparição de: Owen Granger |           |                            |                     |                                                  |                         |                            |
| 61 | 13        | "Exit Strategy"            | Dennis Smith        | Gregory T. Weidman                               | 10 de janeiro de 2012   | 16.60                      |
| Jada Khaled é sequestrada durante uma emboscada, e a equipe corre para salvá-la. |           |                            |                     |                                                  |                         |                            |
| 62 | 14        | "Partners"                 | Eric Laneuville     | Gil Grant e Dave Kalstein                        | 7 de fevereiro de 2012  | 16.27                      |
| Uma van do serviço diplomático transportando um conteúdo que pode ameaçar a segurança nacional é sequestrada. Enquanto isso, Callen e Sam celebram cinco anos como parceiros, mas enfrentam um duro desafio quando trabalham à paisana em um caso.                                                                              |           |                            |                     |                                                  |                         |                            |
| 63 | 15        | "Crimeleon"                | Terrence O'Hara     | Frank Military                                   | 14 de fevereiro de 2012 | 16.15                      |
| A equipe do NCIS caça um assassino internacional que tem a capacidade de se transformar como um camaleão. Personagem recorrente: Christopher Lambert como Marcel Janvier |           |                            |                     |                                                  |                         |                            |
| 64 | 16        | "Blye, K."                 | Jonathan Frakes     | Joseph C. Wilson                                 | 21 de fevereiro de 2012 | 15.47                      |
| Kensi é levada sob custódia como a principal suspeita em um caso de assassinato envolvendo a unidade de seu falecido pai franco-atirador. |           |                            |                     |                                                  |                         |                            |
| 65 | 17        | "Blye, K. Part 2"          | Terrence O'Hara     | Dave Kalstein                                    | 28 de fevereiro de 2012 | 15.85                      |
| A equipe tenta livrar Kensi de todas as acusações, mas sua tarefa fica mais difícil quando um encontro privado entre Blye e um agente da CIA se torna mortal. |           |                            |                     |                                                  |                         |                            |
| 66 | 18        | "The Dragon and the Fairy" | Tony Wharmby        | Joe Sachs                                        | 20 de março de 2012     | 16.17                      |
| Uma conferência internacional no Consulado do Vietnã pode ser ameaçada quando um tiroteio acontece nas proximidades. A equipe é designada para avaliar se os tiros são um ataque terrorista antes que o Secretário da Marinha chegue.                                                                                           |           |                            |                     |                                                  |                         |                            |
| 67 | 19        | "Vengeance"                | James Withmore Jr.  | Frank Military                                   | 27 de março de 2012     | 14.75                      |
| A morte do de um oficial da inteligência da Marinha é investigada, e as evidências sugerem que um membro da equipe de fuzileiros da Marinha prestes a partir em uma missão de resgate de reféns pode ser o responsável. |           |                            |                     |                                                  |                         |                            |
| 68 | 20        | "Patriot Acts"             | Dennis Smith        | Jordana Lewis Jaffe                              | 10 de abril de 2012     | 12.86                      |
| Quando um fuzileiro aposentado é acusado de criar uma bomba química, a equipe do NCIS: LA se une a força contra terrorismo doméstico do FBI, incluindo o psicólogo Nate Getz. |           |                            |                     |                                                  |                         |                            |
| 69 | 21        | "Touch of Death"           | Tony Wharmby        | Michele Fazekas, Tara Butters & R. Scott Gemmill | 1º de maio de 2012      | 15.21                      |
| O episódio crossover que começou em Hawaii Five-0 se conclui quando Callen, Hanna, e os agentes Danny Williams (Scott Caan) e Chin Ho Kelly (Daniel Dae Kim) viajam do Havaí para Los Angeles em busca de um suspeito que abriga um vírus mortal.                                                                               |           |                            |                     |                                                  |                         |                            |
| 70 | 22        | "Neighborhood Watch"       | Robert Florio       | Christina M. Kim                                 | 8 de maio de 2012       | 14.56                      |
| Kensi e Deeks trabalham disfarçados como um casal na tentativa de expor uma cela da Rússia nos subúrbios. |           |                            |                     |                                                  |                         |                            |
| 71 | 23        | "Sans Voir (Part I)"       | John P. Kousakis    | Gil Grant                                        | 15 de maio de 2012      | 15.19                      |
| A equipa é levada a participar de um jogo mortal, organizado por um criminoso poderoso motivado por vingança. Personagem recorrente: Christopher Lambert como Marcel Janvier |           |                            |                     |                                                  |                         |                            |
| 72 | 24        | "Sans Voir (Part II)"      | Terrence O'Hara     | Shane Brennan                                    | 15 de maio de 2012      | 15.19                      |
| A equipa continua participando de um jogo mortal, organizado por um criminoso com sede de vingança. Hetty pede a demisão. Personagem recorrente: Christopher Lambert como Marcel Janvier |           |                            |                     |                                                  |                         |                            |

### 4ª temporada: 2012-2013
| Sequência | Episódios | Título              | Direção             | Escrito por                      | Data de exibição        | Audiência EUA (em milhões) |
| --- | --------- | ------------------- | ------------------- | -------------------------------- | ----------------------- | -------------------------- |
| 73 | 1         | "Endgame"           | Terrence O'Hara     | Shane Brennan                    | 25 de setembro de 2012  | 16.74                      |
| Na sequência do season finale anterior, Callen é suspenso por haver atirado no Camaleão, e Hetty se demite. No entanto, revela-se que a morte do Camaleão fora na verdade encenada. |           |                     |                     |                                  |                         |                            |
| 74 | 2         | "Recruit"           | James Whitmore, Jr. | R. Scott Gemmill                 | 2 de outubro de 2012    | 14.91                      |
| Restos mortais de um ex-Fuzileiro são encontrados em uma fábrica de bombas no Afeganistão. A equipe deve investigar se o fuzileiro traiu ou não seu país. |           |                     |                     |                                  |                         |                            |
| 75 | 3         | "The Fifth Man"     | John P. Kousakis    | Dave Kalstein                    | 9 de outubro de 2012    | 15.18                      |
| Após um atentado matar quatro desenvolvedores do projeto de um sistema de defesa contra ataques terroristas, a equipe OSP precisa proteger a possível quinta vítima. |           |                     |                     |                                  |                         |                            |
| 76 | 4         | "Dead Body Politic" | Tony Wharmby        | Jordana Lewis Jaffe              | 23 de outubro de 2012   | 16.53                      |
| Um atropelamento e fuga revela uma possível conspiração para matar candidatos ao Senado americano. |           |                     |                     |                                  |                         |                            |
| 77 | 5         | "Out of the Past"   | Dennis Smith        | Frank Military                   | 30 de outubro de 2012   | 16.28                      |
| Quando um antigo colega supostamente comete suicídio por enforcamento, Sam é obrigado a encarar seu passado. |           |                     |                     |                                  |                         |                            |
| 78 | 6         | "Rude Awakenings"   | Karen Gaviola       | Frank Military                   | 13 de novembro de 2012  | 15.77                      |
| Na sequência do episódio anterior, a equipe descobre que traficantes apoderaram-se de várias armas nucleares que pretendem vender a países inimigos. A verdade sobre Michele, a esposa de Sam, finalmente é revelada. Personagem recorrente: Aunjanue Ellis como Quinn (Michele Hanna) |           |                     |                     |                                  |                         |                            |
| 79 | 7         | "Skin Deep"         | Paul A. Kaufman     | Gil Grant                        | 20 de novembro de 2012  | 15.13                      |
| A morte de um cientista civil da Marinha leva a equipe a uma complicada trama de espionagem e alta tecnologia. Callen liga-se a uma testemunha chave ao descobrir que ambos tiveram educação similar. |           |                     |                     |                                  |                         |                            |
| 80 | 8         | "Collateral"        | Kate Woods          | Cheo Hodari Coker                | 27 de novembro de 2012  | 14.49                      |
| O passado de Hetty ressurge durante uma investigação do NCIS sobre a morte de um agente aposentado da CIA que havia trabalhado com Hetty nos anos 80. |           |                     |                     |                                  |                         |                            |
| 81 | 9         | "The Gold Standard" | Tony Wharmby        | Joseph C. Wilson                 | 11 de dezembro de 2012  | 15.12                      |
| Um carregamento de ouro, destinado ao pagamento de juros da dívida dos EUA com a China, desaparece. A equipe investiga a possível ocorrência de terrorismo econômico com graves consequências para a economia americana. |           |                     |                     |                                  |                         |                            |
| 82 | 10        | "Free Ride"         | Jonathan Frakes     | Tim Clemente and R. Scott Gemmil | 18 de dezembro de 2012  | 15.48                      |
| Callen, Sam, Kensi e Deeks são obrigados a passar o Natal em um navio para investigar a morte de um Agente do NCIS embarcado. Enquanto Sam lamenta não poder passar as festas com sua família, Deeks sente-se enciumado com as atenções de um Tenente para Kensi. Nell tenta convencer Eric a vestir-se de duende para acompanhá-la a uma festa infantil. |           |                     |                     |                                  |                         |                            |
| 83 | 11        | "Drive"             | Steven DePaul       | Joe Sachs                        | 8 de janeiro de 2013    | 17.90                      |
| Para investigar um esquema de transporte ilegal de carros com ligações com um grupo terrorista na Ásia, a equipe recorre a um antigo informante de Deeks. |           |                     |                     |                                  |                         |                            |
| 84 | 12        | "Paper Soldiers"    | Terrence O'Hara     | Jordana Lewis Jaffe              | 15 de janeiro de 2013   | 17.63                      |
| Uma viúva perturbada pede que Callen e Sam investiguem as circunstâncias da morte em combate de seu marido Fuzileiro. Quando Hetty convoca o Psicólogo operacional Nate Getz, a equipe pressente uma nova avaliação psicológica a caminho. Personagem recorrente: Peter Cambor como Nate Getz |           |                     |                     |                                  |                         |                            |
| 85 | 13        | "The Chosen One"    | Paul A. Kaufman     | Cheo Hodari Coker                | 29 de janeiro de 2013   | 17.30                      |
| Callen infiltra-se em uma célula de um grupo terrorista checheno que planeja um atentado em território americano. |           |                     |                     |                                  |                         |                            |
| 86 | 14        | "Kill House"        | Larry Teng          | Dave Kalstein                    | 5 de fevereiro de 2013  | 16.67                      |
| A equipe se disfarça como uma força tática de elite para investigar uma emboscada armada contra o líder de um cartel de drogas com ligações terroristas. Quando eles perdem contato com Nell, suspeitam que ela tenha sido feita refém. |           |                     |                     |                                  |                         |                            |
| 87 | 15        | "History"           | James Whitmore, Jr. | Scott Sullivan                   | 19 de fevereiro de 2013 | 16.27                      |
| A morte de um antigo membro de um grupo terrorista doméstico dos anos 70 chamado "Gun Barrel Party" leva a equipe OSP a investigar uma possível conexão com um grupo anarquista atual para a prática de uma ataque a bomba. |           |                     |                     |                                  |                         |                            |
| 88 | 16        | "Lokhay"            | Diana C. Valentine  | Joseph C. Wilson                 | 26 de fevereiro de 2013 | 17.02                      |
| Callen preocupa-se com o envolvimento pessoal de Sam ao investigar o desaparecimento do sobrinho de um amigo afegão que salvara sua vida anos antes. |           |                     |                     |                                  |                         |                            |
| 89 | 17        | "Wanted"            | Chris O'Donnell     | R. Scott Gemmill                 | 5 de março de 2013      | 16.24                      |
| Sam preocupa-se com a segurança de sua família quando Michele precisa reassumir seu antigo disfarce da CIA para investigar o infame Sidorov e suas armas nucleares roubadas. |           |                     |                     |                                  |                         |                            |
| 90 | 18        | "Red"               | Tony Wharmby        | Shane Brennan                    | 19 de março de 2013     | 16.84                      |
| Callen e Sam juntam-se à equipe Red, um grupo itinerante de agentes do NCIS, para investigar uma execução que revela a existência de um plano terrorista similar ao 11 de Setembro. Observação: o episódio seria o piloto de uma série spin-off, NCIS:Red, cuja produção no entanto acabou sendo cancelada pela CBS. |           |                     |                     |                                  |                         |                            |
| 91 | 19        | "Red-2"             | Tony Wharmby        | Shane Brennan                    | 26 de março de 2013     | 14.53                      |
| As equipes OSP e Red prosseguem seus esforços para identificar e deter o terrorista. Enquanto isso, todos suspeitam de um romance entre Callen e a líder da equipe Red, Paris Summerskill (Kim Raver). |           |                     |                     |                                  |                         |                            |
| 92 | 20        | "Purity"            | Eric Laneuville     | Joe Sachs                        | 9 de abril de 2013      | 14.10                      |
| Depois que dois fuzileiros morrem por intoxicação por cianeto após beberem água, a equipe investiga se foi um caso isolado ou um teste para envenenamento em larga escala. |           |                     |                     |                                  |                         |                            |
| 93 | 21        | "Resurrection"      | Eric A. Pot         | Dave Kalstein and Gil Grant      | 23 de abril de 2013     | 14.22                      |
| Quando o corpo de um chefe de cartel de drogas desaparece do necrotério, a equipe é convocada para recuperar o corpo e identificar se houve uma falha da equipe DEA que investigou o caso. |           |                     |                     |                                  |                         |                            |
| 94 | 22        | "Raven & The Swans" | Robert Florio       | R. Scott Gemmill                 | 30 de abril de 2013     | 13.07                      |
| O passado de Hetty volta à tona quando a equipe investiga o desaparecimento de um antigo agente do NCIS, que investigava o roubo de equipamentos usados para desenvolvimento de armas nucleares. |           |                     |                     |                                  |                         |                            |
| 95 | 23        | "Parley"            | John P. Kousakis    | Cheo Hodari Coker                | 7 de maio de 2013       | 13.18                      |
| Deeks atua disfarçado para obter informações sobre o infame traficante de armas russo Sidorov, mas sua colaboradora leva a investigação para um rumo perigoso. Kensi enfrenta novas emoções ao perceber o envolvimento entre Deeks e sua parceira no caso. |           |                     |                     |                                  |                         |                            |
| 96 | 24        | "Descent"           | Terrence O'Hara     | Frank Military                   | 14 de maio de 2013      | 13.52                      |
| Uma explosão coloca a busca pelas armas nucleares roubadas no topo do radar do OSP. Hetty modifica as parcerias da equipe: Callen e Kensi são enviados para investigar fora do país, enquanto Sam junta-se a sua esposa, Michele. O episódio se encerra em um cliffhanger, quando Deeks é brutalmente torturado por Isaak Sidorov e seus homens para entregar o nome do agente infiltrado (Michele), enquanto o indefeso Sam assiste a tudo sem poder interferir. |           |                     |                     |                                  |                         |                            |

### 5ª temporada: 2013-2014
| Sequência | Episódios | Título                | Direção            | Escrito por                            | Data de exibição        | Audiência EUA (em milhões) |
| --- | --------- | --------------------- | ------------------ | -------------------------------------- | ----------------------- | -------------------------- |
| 97 | 1         | "Ascension"           | Terrence O'Hara    | Frank Military                         | 24 de setembro de 2013  | 16.35                      |
| Enquanto Deeks e Sam tentam recuperar-se das traumáticas torturas sofridas nas mãos de Isaak Sidorov, a equipe continua em sua busca pelas armas nucleares roubadas. |           |                       |                    |                                        |                         |                            |
| 98 | 2         | "Impact"              | Jonathan Frakes    | Sara Servi and R. Scott Gemmill        | 1 de outubro de 2013    | 15.09                      |
| Hetty chama o psicólogo operacional Nate Getz para ajudar Deeks e Sam a lidar com as torturas que sofreram. O restante da equipe investiga as mortes de um ex-Vice Almirante e de um jornalista polêmico. Personagem recorrente: Peter Cambor como Nate Getz                                                                                                 |           |                       |                    |                                        |                         |                            |
| 99 | 3         | "Omni"                | Larry Teng         | Kyle Harimoto                          | 8 de outubro de 2013    | 14.84                      |
| A equipe investiga quem comprometeu um projeto ultra-secreto de desenvolvimento de vacina por uma empresa de biotecnologia. O ainda abalado Deeks tenta lidar com seus sentimentos para poder voltar à ativa. |           |                       |                    |                                        |                         |                            |
| 100 | 4         | "Reznikov, N."        | Tony Wharmby       | Shane Brennan                          | 15 de outubro de 2013   | 14.65                      |
| A equipe investiga o sequestro de um ex-agente da KGB que alega ser o pai de Callen. |           |                       |                    |                                        |                         |                            |
| 101 | 5         | "Unwritten Rule"      | Larry Teng         | Joseph C. Wilson & Jordana Lewis Jaffe | 22 de outubro de 2013   | 14.92                      |
| Nell junta-se à equipe em trabalho de campo, após a descoberta que o pedido de resgate da namorada de um oficial da Marinha é informação sigilosa. Deeks ignora haver quebrado uma das regras de Hetty. |           |                       |                    |                                        |                         |                            |
| 102 | 6         | "Big Brother"         | Steven DePaul      | Jordana Lewis Jaffe                    | 29 de outubro de 2013   | 14.90                      |
| Quando uma quebra de sigilo prejudica uma investigação conjunta FBI/CIA/NCIS, a investigação aponta para uma hacker adolescente. Callen se disfarça como orientador na escola dela para tentar descobrir o responsável pelo vazamento de dados. |           |                       |                    |                                        |                         |                            |
| 103 | 7         | "The Livelong Day"    | Dennis Smith       | Joe Sachs                              | 5 de novembro de 2013   | 14.76                      |
| O time junta-se à Segurança Interna quando a investigação da morte de um segurança de um pátio ferroviário revela um plano de ataque terrorista. |           |                       |                    |                                        |                         |                            |
| 104 | 8         | "Fallout"             | Diana C. Valentine | Joseph C. Wilson                       | 12 de novembro de 2013  | 14.88                      |
| Um dispositivo nuclear desaparece e a equipe deve encontrá-lo antes que caia em mãos erradas. Hetty descobre que um inimigo de seu passado está de volta. |           |                       |                    |                                        |                         |                            |
| 105 | 9         | "Recovery"            | Paul A. Kaufman    | Gil Grant                              | 19 de novembro de 2013  | 14.99                      |
| Para investigar a morte de um oficial, Kensi e Deeks agem disfarçados em um centro de reabilitação. Acontece a "coisa" entre Kensi e Deeks. |           |                       |                    |                                        |                         |                            |
| 106 | 10        | "The Frozen Lake"     | John P. Kousakis   | Dave Kalstein                          | 26 de novembro de 2013  | 12.32                      |
| Callen e Sam pedem ajuda a um Agente de elite nepalês para recuperar um pen drive roubado. Kensi e Deeks tentam encontrar um equilíbrio em sua relação quando Kensi é realistada e enviada para uma missão sigilosa. |           |                       |                    |                                        |                         |                            |
| 107 | 11        | "Iron Curtain Rising" | Tony Wharmby       | Jordana Lewis Jaffe                    | 10 de dezembro de 2013  | 15.24                      |
| A equipe tenta localizar um antigo criminoso de guerra romeno que está vivendo em LA com identidade falsa, antes que ele fuja novamente. Kensi chega ao Afeganistão e é informada de sua missão. |           |                       |                    |                                        |                         |                            |
| 108 | 12        | "Merry Evasion"       | Karen Gaviola      | Kyle Harimoto                          | 17 de dezembro de 2013  | 15.58                      |
| A equipe deve investigar o real motivo de um ataque à casa da filha de um senador. Kensi prepara-se para passar o Natal sozinha quando recebe um presente de Hetty: um telefone para comunicar-se com Deeks. |           |                       |                    |                                        |                         |                            |
| 109 | 13        | "Allegiance"          | Eric Laneuville    | Frank Military & Andrew Bartels        | 14 de janeiro de 2014   | 15.87                      |
| Um agente federal especialista em hawala, um antigo sistema de transferência de dinheiro, é assassinado. A investigação reúne a equipe em Los Angeles com Kensi e Granger no Afeganistão. |           |                       |                    |                                        |                         |                            |
| 110 | 14        | "War Cries"           | James Hanlon       | R. Scott Gemmill                       | 4 de fevereiro de 2014  | 16.30                      |
| Quando dois empreiteiros militares privados são assassinados, a investigação relaciona-se a um caso pendente do OSP. Sam convence Callen a participar de um encontro às cegas. Primeira aparição de: Joelle Taylor |           |                       |                    |                                        |                         |                            |
| 111 | 15        | "Tuhon"               | Christine Moore    | Dave Kalstein                          | 25 de fevereiro de 2014 | 13.15                      |
| Sam e Callen viajam para o México em busca de um suspeito de crime diplomático. |           |                       |                    |                                        |                         |                            |
| 112 | 16        | "Fish Out of Water"   | Terrence O'Hara    | Joe Sachs                              | 11 de março de 2014     | 14.37                      |
| Sam e Callen tem a ajuda de uma agente disfarçada da DEA para investigar uma explosão em um mercado de peixes. No Afeganistão, Kensi e Granger estão no caso de um acidente de helicóptero. Primeira aparição de: Talia Del Campo |           |                       |                    |                                        |                         |                            |
| 113 | 17        | "Between the Lines"   | Dennis Smith       | Joseph C. Wilson                       | 18 de março de 2014     | 14.21                      |
| O time precisa encontrar um traidor quando um agente disfarçado da ATF é morto por uma gangue. Granger preocupa-se com o desaparecimento de Kensi no Afeganistão. |           |                       |                    |                                        |                         |                            |
| 114 | 18        | "Zero Days"           | Tony Wharmby       | Andrew Bartels                         | 25 de março de 2014     | 15.54                      |
| A equipe deve investigar quando um amigo de Eric é atacado. No Afeganistão, Kensi encontra alguém de seu passado. |           |                       |                    |                                        |                         |                            |
| 115 | 19        | "Spoils of War"       | Frank Military     | Frank Military                         | 1 de abril de 2014      | 15.31                      |
| Ao ser informada do desaparecimento de Kensi, a equipe viaja ao Afeganistão para resgatá-la. |           |                       |                    |                                        |                         |                            |
| 116 | 20        | "Windfall"            | Eric Pot           | Gil Grant                              | 8 de abril de 2014      | 14.37                      |
| A equipe investiga um fuzileiro suspeito de desviar dinheiro. Hetty ordena que Kensi fique com Eric no escritório enquanto Nell a substitui como parceira de Deeks. |           |                       |                    |                                        |                         |                            |
| 117 | 21        | "Three Hearts"        | Diana C. Valentine | Dave Kalstein & Kyle Harimoto          | 15 de abril de 2014     | 14.69                      |
| Um agente disfarçado do NCIS é colocado em custódia ao ser suspeito de trabalhar para o contrabandista que deveria estar investigando. Cabe à equipe descobrir se ele é ou não um traidor. Kensi e Deeks conversam francamente sobre seu relacionamento. |           |                       |                    |                                        |                         |                            |
| 118 | 22        | "One More Chance"     | Tony Wharmby       | David J. North                         | 29 de abril de 2014     | 14.83                      |
| Uma menina que Sam havia protegido na Arábia Saudita desaparece. Ele desconfia que o desaparecimento está ligado ao trabalho da mãe da garota, uma engenheira desenvolvedora de veículos aéreos não tripulados. |           |                       |                    |                                        |                         |                            |
| 119 | 23        | "Exposure"            | Larry Teng         | R. Scott Gemmill                       | 6 de maio de 2014       | 14.11                      |
| Uma explosão em um evento militar de caridade mata duas pessoas. A equipe deve descobrir se o ocorrido foi um ataque terrorista e encontrar os responsáveis. |           |                       |                    |                                        |                         |                            |
| 120 | 24        | "Deep Trouble"        | Larry Teng         | R. Scott Gemmill                       | 13 de maio de 2014      | 14.85                      |
| A morte suspeita de um engenheiro de submarinos da Marinha leva o OSP a trabalhar novamente com a agente do DEA Talia del Campo. A investigação revela uma aliança entre traficantes colombianos e supremacistas brancos para a prática de um ataque terrorista. O episódio termina com Callen e Sam presos a bordo de um submarino carregado de explosivos. |           |                       |                    |                                        |                         |                            |

### 6ª temporada: 2014-2015
Renovada para a sexta temporada
| Sequência | Episódios | Título                   | Direção             | Escrito por                        | Data de exibição        | Audiência EUA (em milhões) |
| --- | --------- | ------------------------ | ------------------- | ---------------------------------- | ----------------------- | -------------------------- |
| 121 | 1         | "Deep Trouble (Part II)" | Dennis Smith        | R. Scott Gemmill                   | 29 de setembro de 2014  | 9.48                       |
| Callen e Hanna continuam presos a bordo de um submarino com terroristas que planejam um ataque a um porta-aviões em San Diego. Hetty desobedece as ordens e cancela sua ida a Washington. |           |                          |                     |                                    |                         |                            |
| 122 | 2         | "Inelegant Heart"        | John P. Kousakis    | R. Scott Gemmill                   | 6 de outubro de 2014    | 8.74                       |
| A equipe descobre que um dos seus foi comprometido durante uma investigação de homicídio. O Departamento de Justiça investiga o time. |           |                          |                     |                                    |                         |                            |
| 123 | 3         | "Praesidium"             | Dennis Smith        | Erin Broadhurst & R. Scott Gemmill | 13 de outubro de 2014   | 9.24                       |
| Uma das casas de Hetty é atacada, resultando na morte de um guarda-costas. O Diretor Vance revela a Hetty que a investigação do DOJ era apenas um pretexto para afastá-la de Los Angeles e protegê-la de uma ameaça iminente. Personagem recorrente: Rocky Carroll como Diretor do NCIS Leon Vance                                                                                |           |                          |                     |                                    |                         |                            |
| 124 | 4         | "The 3rd Choir"          | Diana C. Valentine  | Dana Scanlon & R. Scott Gemmill    | 20 de outubro de 2014   | 8.78                       |
| A existência de um traidor no NCIS ameaça toda a equipe. Nate Getz tenta ajudar Nell a lidar com sua primeira morte. Personagem recorrente: Peter Cambor como Psicólogo Operacional Nate Getz |           |                          |                     |                                    |                         |                            |
| 125 | 5         | "True Colors"            | Dwight H. Little    | Elizabeth Beall                    | 27 de outubro de 2014   | 8.68                       |
| Callen e Sam vão ao México à procura de um funcionário do DoD desaparecido. |           |                          |                     |                                    |                         |                            |
| 126 | 6         | "SEAL Hunter"            | Chris O'Donnell     | Sara Servi & Frank Military        | 3 de novembro de 2014   | 9.20                       |
| Sam é acusado de homicídio e preso. O resto da equipe tenta provar sua inocência apesar da oposição do FBI e de um Promotor. |           |                          |                     |                                    |                         |                            |
| 127 | 7         | "Leipei"                 | David Rodriguez     | Kyle Harimoto                      | 10 de novembro de 2014  | 8.22                       |
| Quando um terrorista de origem grega é morto usando um drone, o OSP é chamado a investigar seu envolvimento com um grupo anarquista. |           |                          |                     |                                    |                         |                            |
| 128 | 8         | "The Grey Man"           | James Hanlon        | Andrew Bartels                     | 17 de novembro de 2014  | 8.82                       |
| Um agente da Inteligência da Marinha e da CIA é encontrado morto. A equipe descobre que sua morte pode estar relacionada a um líder de cartel de drogas prestes a ser extraditado para os EUA. |           |                          |                     |                                    |                         |                            |
| 129 | 9         | "Traitor"                | Eric A. Pot         | Michael Udesky & R. Scott Gemmill  | 24 de novembro de 2014  | 8.82                       |
| Granger é vítima de envenenamento enquanto a sede do OSP sofre um ataque cibernético. |           |                          |                     |                                    |                         |                            |
| 130 | 10        | "Reign Fall"             | Christine Moore     | Joseph C. Wilson                   | 8 de dezembro de 2014   | 8.73                       |
| Quando um paparazzo é morto em frente à casa de um Coronel da Marinha, a equipe descobre um plano para atacar pais de alunos de uma escola militar. |           |                          |                     |                                    |                         |                            |
| 131 | 11        | "Humbug"                 | Tony Wharmby        | Kyle Harimoto & Andrew Bartels     | 15 de dezembro de 2014  | 9.54                       |
| A namorada de Callen é envolvida acidentalmente no roubo a uma empresa de segurança, e o caso pode levá-la a descobrir a verdadeira profissão de Callen. A equipe faz planos para o Natal e Kensi e Deeks decidem assumir sua relação amorosa. Personagens recorrentes: Elisabeth Bogush como Joelle Taylor e Aunjanue Ellis como Michele Hanna                                   |           |                          |                     |                                    |                         |                            |
| 132 | 12        | "Spiral"                 | Larry Teng          | David Kalstein                     | 5 de janeiro de 2015    | 11.36                      |
| Terroristas fazem vários reféns em um edifício, entre eles Callen, que fazia uma investigação sob disfarce. |           |                          |                     |                                    |                         |                            |
| 133 | 13        | "In The Line Of Duty"    | Karen Gaviola       | Tim Clemente                       | 19 de janeiro de 2015   | 9.45                       |
| Após um ataque ao consulado americano na Tunísia causar duas mortes, Callen e Sam vão ao local para investigar. |           |                          |                     |                                    |                         |                            |
| 134 | 14        | "Black Wind"             | Dennis Smith        | Joe Sachs                          | 2 de fevereiro de 2015  | 9.78                       |
| Uma vítima de acidente de carro é descoberta como portadora de uma cepa letal de antraz. Callen e Sam vão ao México para investigar a possível origem da doença. |           |                          |                     |                                    |                         |                            |
| 135 | 15        | "Forest For The Trees"   | Diana C. Valentine  | Gil Grant                          | 9 de fevereiro de 2015  | 10.35                      |
| Ao investigarem uma pista sobre um Analista da NSA desaparecido, Callen e Sam são sequestrados. e a equipe lança-se à sua procura. |           |                          |                     |                                    |                         |                            |
| 136 | 16        | "Expiration Date"        | Terence Nightingall | Dave Kalstein                      | 23 de fevereiro de 2015 | 9.83                       |
| Sam é baleado durante uma operação de proteção a uma desertora indiana, e a equipe volta a trabalhar com o agente nepalês Jemadar Thapa. O relacionamento de Kensi e Deeks passa por sua primeira turbulência. |           |                          |                     |                                    |                         |                            |
| 137 | 17        | "Savoir Faire"           | Eric Laneuville     | Jordana Lewis Jaffe                | 9 de março de 2015      | 10.72                      |
| Um soldado afegão em treinamento na DEA é morto. A equipe rastreia os dois colegas da vítima para tentar solucionar o caso. |           |                          |                     |                                    |                         |                            |
| 138 | 18        | "Fighting Shadows"       | Tony Wharmby        | Andrew Bartels                     | 23 de março de 2015     | 9.39                       |
| Três agentes do FBI morrem em uma explosão suspeita. O OSP é designado para investigar o caso e descobre que um segundo atentado a bomba está prestes a ocorrer. |           |                          |                     |                                    |                         |                            |
| 139 | 19        | "Blaze of Glory"         | Terrence O'Hara     | Joe Sachs                          | 30 de março de 2015     | 9.17                       |
| Um míssil é desviado de sua rota e lançado contra um barco civil. Na investigação, Eric tem o auxílio de uma jovem analista, o que causa ciúmes em Nell. |           |                          |                     |                                    |                         |                            |
| 140 | 20        | "Rage"                   | Frank Military      | Frank Military                     | 13 de abril de 2015     | 9.36                       |
| Callen reassume seu disfarce de presidiário para infiltrar-se em um grupo supremacista suspeito de manter material nuclear roubado. |           |                          |                     |                                    |                         |                            |
| 141 | 21        | "Beacon"                 | Diana C. Valentine  | Jordana Lewis Jaffe                | 20 de abril de 2015     | 8.83                       |
| Callen e Sam são surpreendidos quando Kolcheck, suposta vítima de homicídio, reaparece e pede sua ajuda. Personagem recorrente: Vyto Ruginis como Arkady Kolcheck |           |                          |                     |                                    |                         |                            |
| 142 | 22        | "Field of Fire"          | Robert Florio       | Gil Grant                          | 27 de abril de 2015     | 7.82                       |
| A equipe procura por um ex-Fuzileiro e sniper que desapareceu de um hospital de veteranos e descobre que ele pode estar a serviço de um grupo extremista. O caso faz Kensi relembrar seu passado. |           |                          |                     |                                    |                         |                            |
| 143 | 23        | "Kolcheck, A."           | James Hanlon        | Joseph C. Wilson                   | 11 de maio de 2015      | 8.21                       |
| A equipe busca um navio tanque desaparecido carregado de óleo destinado a um grupo terrorista, e descobre a conexão pessoal de Arkady com o caso. Personagem recorrente: Vyto Ruginis como Arkady Kolcheck |           |                          |                     |                                    |                         |                            |
| 144 | 24        | "Chernoff, K."           | John Peter Kousakis | Kyle Harimoto                      | 18 de maio de 2015      | 9.33                       |
| Na sequência da investigação, Callen, Sam, Kensi e Deeks vão para a Rússia e assumem diversos disfarces para identificar os suspeitos do roubo do óleo e localizar a filha de Arkady. Callen fará importantes descobertas sobre seu pai. Personagens recorrentes: Vyto Ruginis como Arkady Kolcheck e Bar Paly como Anastacia "Anna" Kolcheck Primeira aparição de: Anna Kolcheck |           |                          |                     |                                    |                         |                            |

### 7ª temporada: 2015-2016
Em 11 de maio de 2015 a CBS Renovou a Série para sua 7ª Temporada.
| Sequência | Episódios | Título                 | Direção             | Escrito por                      | Data de exibição        | Audiência EUA (em milhões) |
| --- | --------- | ---------------------- | ------------------- | -------------------------------- | ----------------------- | -------------------------- |
| 145 | 1         | "Active Measures"      | John Peter Kousakis | R. Scott Gemmill                 | 21 de setembro de 2015  | 7.89                       |
| Callen lança-se numa perigosa e obstinada busca por informações sobre o paradeiro de Arkady Kolcheck. Hetty ordena à equipe que detenha Callen antes que a situação se complique. |           |                        |                     |                                  |                         |                            |
| 146 | 2         | "Citadel"              | Eric Laneuville     | Dave Kalstein                    | 28 de setembro de 2015  | 7.66                       |
| A Agente da DEA Talia Del Campo (Mercedes Masohn) volta a trabalhar com a equipe depois que seu parceiro é morto. Kensi suspeita que Deeks está lhe escondendo algo e se surpreende quando ele a apresenta a sua mãe. Primeira aparição de: Roberta Deeks |           |                        |                     |                                  |                         |                            |
| 147 | 3         | "Driving Miss Diaz"    | James Hanlon        | Andrew Bartels                   | 5 de outubro de 2015    | 7.99                       |
| A equipe investiga um massacre ocorrido no Peru há 20 anos, quando uma famosa modelo, sobrevivente do massacre, torna-se um alvo potencial. |           |                        |                     |                                  |                         |                            |
| 148 | 4         | "Command & Control"    | Terrence O'Hara     | Kyle Harimoto                    | 12 de outubro de 2015   | 8.45                       |
| Callen e Sam são forçados a trabalhar em seu dia de folga quando uma ligação ameaça a vida de inocentes se eles não fizerem exatamente o que lhes for mandado. |           |                        |                     |                                  |                         |                            |
| 149 | 5         | "Blame It On Rio"      | Dennis Smith        | R. Scott Gemmill                 | 19 de outubro de 2015   | 8.77                       |
| A equipe trabalha com o Agente Tony DiNozzo (Michael Weatherly) de NCIS na busca por um prisioneiro sob custódia de DiNozzo que fugiu de um voo entre Cingapura e Los Angeles. |           |                        |                     |                                  |                         |                            |
| 150 | 6         | "Unspoken"             | Diana C. Valentine  | Erin Broadhurst & Frank Military | 2 de novembro de 2015   | 8.41                       |
| A equipe procura por Ruiz, antigo parceiro de Sam, desaparecido durante uma operação sigilosa de compra de um explosivo mortal. |           |                        |                     |                                  |                         |                            |
| 151 | 7         | "An Unlocked Mind"     | Chris O'Donnell     | Frank Military                   | 9 de novembro de 2015   | 7.91                       |
| Kensi and Deeks disfarçam-se como membros de um culto para resgatar um empregado do DoD vítima de lavagem cerebral. |           |                        |                     |                                  |                         |                            |
| 152 | 8         | "The Long Goodbye"     | John Peter Kousakis | Dave Kalstein                    | 16 de novembro de 2015  | 7.91                       |
| Quando o comboio que transportava Jada Khaled (Ella Thomas) é atacado e ela desaparece, a equipe lança-se à sua procura, mas logo desconfiam que ela não quer a sua ajuda. |           |                        |                     |                                  |                         |                            |
| 153 | 9         | "Defectors"            | Dennis Smith        | Jordana Lewis Jaffe              | 23 de novembro de 2015  | 7.80                       |
| A equipe OSP procura por uma adolescente possivelmente recrutada por uma organização terrorista. |           |                        |                     |                                  |                         |                            |
| 154 | 10        | "Internal Affairs"     | Eric A. Pot         | Chad Mazero & R. Scott Gemmill   | 7 de dezembro de 2015   | 9.52                       |
| A equipe tenta encontrar uma forma de limpar o nome de Deeks quando ele é preso e acusado de haver matado um colega policial em algum momento no passado. |           |                        |                     |                                  |                         |                            |
| 155 | 11        | "Cancel Christmas"     | Paul A. Kaufman     | Joseph C. Wilson                 | 14 de dezembro de 2015  | 9.22                       |
| Após a descoberta que uma vítima de homicídio era um espião norte-coreano, a equipe precisa descobrir quantos outros agentes da Coreia do Norte podem estar atuando no país. Enquanto isso, Callen reaproxima-se de Joelle e Granger mostra-se aborrecido com a proximidade do Natal. Personagens recorrentes: Elizabeth Bogush como Joelle Taylor e Malese Jow como Jennifer Kim |           |                        |                     |                                  |                         |                            |
| 156 | 12        | "Core Values"          | Karen Gaviola       | Joe Sachs                        | 4 de janeiro de 2016    | 10.51                      |
| Um fuzileiro que trabalhava como segurança em uma unidade nuclear desativada é vítima de envenenamento radiativo. A equipe deve descobrir se os protocolos de segurança da unidade foram comprometidos. |           |                        |                     |                                  |                         |                            |
| 157 | 13        | "Angels & Daemons"     | James Hanlon        | Andrew Bartels                   | 18 de janeiro de 2016   | 10.64                      |
| Após um programador da Marinha ser assassinado, a equipe descobre que um programa de recuperação de dados desenvolvido por ele havia sido roubado e inserido em um aplicativo para celular, e deve correr contra o tempo para evitar que o programa se dissemine. |           |                        |                     |                                  |                         |                            |
| 158 | 14        | "Come Back"            | Eric Laneuville     | Erin Broadhurst                  | 25 de janeiro de 2016   | 10.06                      |
| No mesmo dia em que decidem morar juntos, Kensi e Deeks são designados para proteger Jack Simon, o ex-noivo de Kensi. |           |                        |                     |                                  |                         |                            |
| 159 | 15        | "Matryoshka"           | Dennis Smith        | Kyle Harimoto & R. Scott Gemmill | 8 de fevereiro de 2016  | 9.75                       |
| Quando Anatoli Kirkin é sequestrado, a investigação leva a equipe à filha de Arkady, Anna, e à prova que Arkady ainda está vivo e mantido prisioneiro em algum lugar na Rússia. Personagem recorrente: Bar Paly como Anna Kolcheck |           |                        |                     |                                  |                         |                            |
| 160 | 16        | "Matryoshka, Part 2"   | Terrence O'Hara     | Kyle Harimoto & R. Scott Gemmill | 22 de fevereiro de 2016 | 8.82                       |
| Callen, Anna e Sam vão à Rússia para resgatar Arkady Kolcheck e um Agente da CIA mantido prisioneiro junto com ele, e precisam agir rápido para evitar um incidente internacional. A missão leva Callen a desvendar o maior mistério de seu passado: seu verdadeiro nome. Enquanto isso, Eric junta-se a Kensi e Deeks em trabalho de campo. Personagens recorrentes: Vyto Ruginis como Arkady Kolcheck, Bar Paly como Anna Kolcheck e Daniel J. Travanti como Garrison (Nikita Resnikov) |           |                        |                     |                                  |                         |                            |
| 161 | 17        | "Revenge Deferred"     | Rick Tunell         | Frank Military and Chad Mazero   | 29 de fevereiro de 2016 | 7.94                       |
| Callen e Sam são chamados à África depois que fotos de Sam e de sua família são encontrados em um acampamento da LRA no deserto, e dali partem em busca de Tahir Khaled e de sua irmã Jada. Em LA, Kensi e Deeks tentam obter informações sobre o líder da LRA mas não conseguem cooperação inter-agências, quando outro vazamento de informações é descoberto no escritório. |           |                        |                     |                                  |                         |                            |
| 162 | 18        | "Exchange Rate"        | Tawnia McKiernan    | Jordana Lewis Jaffe              | 14 de março de 2016     | 8.78                       |
| Quando um espião cubano prestes a ser envolvido em uma troca de prisioneiros foge da custódia, a equipe descobre que Anna estava envolvida na fuga, e a situação torna-se confusa quando inconsistências são descobertas. Personagem recorrente: Bar Paly como Anna Kolcheck |           |                        |                     |                                  |                         |                            |
| 163 | 19        | "The Seventh Child"    | Frank Military      | Frank Military                   | 21 de março de 2016     | 8.76                       |
| Um garoto morre na explosão de uma bomba amarrada a seu corpo. A equipe descobre que o garoto tinha um irmão gêmeo que também está com uma bomba prestes a explodir. |           |                        |                     |                                  |                         |                            |
| 164 | 20        | "Seoul Man"            | Diana C. Valentine  | Joe Sachs                        | 28 de março de 2016     | 8.91                       |
| Durante uma conferência de líderes de várias Marinhas, a equipe tenta descobrir um espião norte-coreano infiltrado no evento. |           |                        |                     |                                  |                         |                            |
| 165 | 21        | "Head of the Snake"    | Robert Florio       | Joseph C. Wilson                 | 11 de abril de 2016     | 8.24                       |
| Após um roubo de armas prestes a serem descartadas, a equipe descobre que Nate está infiltrado na operação e receiam que ele tenha se voltado contra eles. Agora, precisam descobrir qual é o verdadeiro propósito dele antes que seja tarde. Personagem recorrente: Peter Cambor como Nate Getz |           |                        |                     |                                  |                         |                            |
| 166 | 22        | "Granger, O."          | Dennis Smith        | Kyle Harimoto                    | 18 de abril de 2016     | 7.79                       |
| Callen e a equipe investigam a morte de um espião norte-coreano. Enquanto isso, Granger tem uma interação com Jennifer que confirma que é sua filha. Personagem recorrente: Malese Jow como Jennifer Kim |           |                        |                     |                                  |                         |                            |
| 167 | 23        | "Where There's Smoke…" | James Hanlon        | Andrew Bartels                   | 25 de abril de 2016     | 7.87                       |
| A morte de um bombeiro em uma Unidade de Informação da Marinha leva à descoberta de um roubo de discos rígidos. Para investigar o caso, Callen e Sam passam-se por bombeiros para descobrir quais informações foram roubadas e quem foram os responsáveis. |           |                        |                     |                                  |                         |                            |
| 168 | 24        | "Talion"               | John Peter Kousakis | R. Scott Gemmill                 | 2 de maio de 2016       | 8.10                       |
| A academia militar de San Francisco, onde Aiden Hanna estuda, é tomada por um grupo terrorista comandado por Tahir Khaled. Sam percebe que o verdadeiro objetivo de Khaled é atingi-lo através de seu filho. O NCIS precisa agir com rapidez antes que outras Agências se envolvam no caso e as coisas se compliquem. |           |                        |                     |                                  |                         |                            |

### 8ª temporada: 2016-2017
| Sequência | Episódios | Título                       | Direção             | Escrito por                          | Data de exibição        | Audiência EUA (em milhões) |
| --- | --------- | ---------------------------- | ------------------- | ------------------------------------ | ----------------------- | -------------------------- |
| 169 | 1         | "High-Value Target"          | Tawnia McKiernan    | R. Scott Gemmill                     | 25 de setembro de 2016  | 10.34                      |
| O time NCIS está sob investigação pelo subsecretário da marinha Corbin Duggan (Jackson Hurst) devido à identificação de um informante no departamento. Com cada passo sendo monitorado, o time investiga um importante caso envolvendo um terrorista sírio. |           |                              |                     |                                      |                         |                            |
| 170 | 2         | "Belly of the Beast"         | Terrence O'Hara     | R. Scott Gemmill                     | 25 de setembro de 2016  | 10.34                      |
| A equipe viaja para a Síria para capturar um alvo de alto valor, mas a missão sai errado quando seu helicóptero é abatido, deixando Kensi gravemente ferida, e o restante da equipe do OPS deve trabalhar em torno de Duggan para garantir que eles saiam vivos. |           |                              |                     |                                      |                         |                            |
| 171 | 3         | "The Queen's Gambit"         | Dennis Smith        | R. Scott Gemmill                     | 2 de outubro de 2016    | 11.39                      |
| O time NCIS investiga um caso de sequestro. Porém, ele conta com dois membros a menos, já que Hetty segue em D.C. para questionamentos, e Kensi permanece em coma na UTI após a missão da Síria. |           |                              |                     |                                      |                         |                            |
| 172 | 4         | "Black Market"               | James Hanlon        | Jordana Lewis Jaffee                 | 16 de outubro de 2016   | 10.89                      |
| Após o envenenamento de um agente de Segurança Nacional, realizado por um notório assassino da Tríade, o time encontra um galpão de bolsas falsificadas e um rastro de dinheiro que leva a fundos roubados do governo. |           |                              |                     |                                      |                         |                            |
| 173 | 5         | "Ghost Gun"                  | Benny Boom          | Kyle Harimoto                        | 23 de outubro de 2016   | 11.40                      |
| Um mecânico da marinha com permissão de alta segurança é assassinado. Anna Kolcheck faz parceria com Callen para investigar. Enquanto isso, Sam ajuda Hetty na sindicâncias. Personagem recorrente: Bar Paly como Anna Kolcheck |           |                              |                     |                                      |                         |                            |
| 174 | 6         | "Home Is Where the Heart Is" | Eric A. Pot         | Joseph C. Wilson                     | 30 de outubro de 2016   | 9.74                       |
| Um homem da manutenção impede um intruso de atacar um tenente-comandante, mas uma sindicância revela seu passado secreto que coloca um adolescente em perigo. Enquanto isso, Sam deve decidir qual o colega levar para um jogo de futebol. Personagem recorrente: Bar Paly como Anna Kolcheck |           |                              |                     |                                      |                         |                            |
| 175 | 7         | "Crazy Train"                | Diana C. Valentine  | Frank Military                       | 6 de novembro de 2016   | 10.26                      |
| Callen entra disfarçado como um paciente em um hospital de saúde mental para procurar um agente da NSA que desapareceu ao rastrear uma célula da ISIS tentando atravessar a fronteira mexicana. |           |                              |                     |                                      |                         |                            |
| 176 | 8         | "Parallel Resistors"         | Eric Laneuville     | Joe Sachs                            | 13 de novembro de 2016  | 12.11                      |
| NCIS investiga quando um estudante de pós-graduação que está desenvolvendo uma arma eletromagnética para a Marinha é atacado. O inquérito revela uma conexão com a guerra internacional. Enquanto isso, Kensi continua a terapia física para tratar sua lesão na coluna. |           |                              |                     |                                      |                         |                            |
| 177 | 9         | "Glasnost"                   | John Peter Kousakis | Andrew Bartels                       | 20 de novembro de 2016  | 10.43                      |
| Garrison, o pai de Callen, é encontrado em um hospital como paciente enquanto a equipe investigava um caso de envenenamento por radiação. Assim, Callen precisa levá-lo para interrogatório. Ao mesmo tempo, o time discute os planos para o Dia de Graças. Personagem recorrente: Daniel J. Travanti como Garrison/Nikita Resnikov |           |                              |                     |                                      |                         |                            |
| 178 | 10        | "Sirens"                     | Jonathan Frakes     | Erin Broadhurst                      | 27 de novembro de 2016  | 11.39                      |
| Após uma assassina desconhecida matar dois homens vestidos de policiais na frente da casa de Callen, o time recebe uma nova pista na atual investigação sobre o informante. Enquanto isso, Nell visita a prisão para entrevistar um condenado que sabe mais a respeito do vazamento de informações dentro do departamento. |           |                              |                     |                                      |                         |                            |
| 179 | 11        | "Tidings We Bring"           | James Hanlon        | Chad Maziero                         | 18 de dezembro de 2016  | 10.37                      |
| Sam se junta a Anna, enquanto Callen firma parceria com Deeks conforme o time investiga o desaparecimento de um comandante da marinha que trabalhava com a NSA em um caso envolvendo ameaças cibernéticas internacionais. Mais tarde, o time celebra as festas de fim de ano juntos. Personagem recorrente: Bar Paly como Anna Kolcheck |           |                              |                     |                                      |                         |                            |
| 180 | 12        | "Kulinda"                    | Tawnia McKiernan    | Kyle Harimoto                        | 8 de janeiro de 2017    | 10.41                      |
| Quando um guarda-costas de um vereador é morto, Sam se infiltra como empregado da empresa de segurança para investigar o crime. Personagens recorrentes: Bar Paly como Anna Kolcheck e Peter Cambor como Nate Getz |           |                              |                     |                                      |                         |                            |
| 181 | 13        | "Hot Water"                  | Dennis Smith        | Anastasia Kousakis                   | 15 de janeiro de 2017   | 8.58                       |
| O Subsecretário Duggan retorna para cobrar a renúncia de Hetty, ao mesmo tempo que Callen, Sam e Deeks são presos por diferentes agências governamentais. Sob custódia, Granger é esfaqueado por um desconhecido. |           |                              |                     |                                      |                         |                            |
| 182 | 14        | "Under Siege"                | Ruba Nadda          | R. Scott Gemmill                     | 29 de janeiro de 2017   | 11.29                      |
| Hetty age por conta própria para identificar o informante, enquanto a equipe tenta se reagrupar. Descobre-se que a CIA é a responsável pelo ataque coordenado contra o OSP. Enquanto isso, Kensi é sequestrada pelo homem em que confiava. Personagem recorrente: Erik Palladino como Agente da CIA Vostanik Sabatino |           |                              |                     |                                      |                         |                            |
| 183 | 15        | "Payback"                    | Terrence O'Hara     | Jordana Lewis Jaffe                  | 19 de fevereiro de 2017 | 8.61                       |
| Enquanto a equipe corre para salvar Kensi de Ferris/Sullivan, eles se descobrem questionando em quem podem realmente confiar, quando velhos conhecidos retornam. Observação: última aparição de Miguel Ferrer. Personagens recorrentes: Erik Palladino como Agente da CIA Vostanik Sabatino, Elizabeth Bogush como Joelle Taylor e John M. Jackson como Almirante aposentado e ex-Juiz Advogado Geral (JAG) Albert Jethro Chegwidden. |           |                              |                     |                                      |                         |                            |
| 184 | 16        | "Old Tricks"                 | Terence Nightingall | Andrew Bartels                       | 5 de março de 2017      | 9.46                       |
| Quando um tenente da Marinha e seu avô são sequestrados de um asilo para idosos, a equipe junta-se ao Serviço Secreto para investigar. Enquanto isso, Callen precisa lidar com as ações de seu pai. Hetty recebe um bilhete de Granger, dizendo que precisa se afastar para "resolver alguns velhos assuntos"; a cena é encerrada com a música Knockin' on Heaven's Door, cantada por Miguel Ferrer e o grupo The Jenerators. Personagens recorrentes: Peter Cambor como Nate Getz, Daniel J. Travanti como Garrison/Nikita Resnikov e India de Beaufort como Alexandra Reynolds |           |                              |                     |                                      |                         |                            |
| 185 | 17        | "Queen Pin"                  | Eric Laneuville     | Joseph C. Wilson                     | 12 de março de 2017     | 9.26                       |
| Sam reassume um antigo disfarce para capturar um chefe do crime; Callen e Anna têm que interromper sua noite romântica para escoltar um prisioneiro de alto valor do Arizona para Los Angeles para interrogatório. Personagem recorrente: Bar Paly como Anna Kolcheck |           |                              |                     |                                      |                         |                            |
| 186 | 18        | "Getaway"                    | Tony Wharmby        | Eric Broadhurst                      | 19 de março de 2017     | 9.10                       |
| Depois que o Departamento do Tesouro dos EUA é hackeado, Nell e Eric agem disfarçados em um retiro de casais para investigar um marido e uma mulher experientes em tecnologia ligados ao crime. Além disso, Dave Flynn, Especialista Forense Digital (Scott Grimes), chega do escritório cibernético do NCIS em San Diego para cobrir a ausência de Eric e Nell. Personagens recorrentes: Bar Paly como Anna Kolcheck e Elizabeth Bogush como Joelle Taylor |           |                              |                     |                                      |                         |                            |
| 187 | 19        | "767"                        | Benny Boom          | Kyle Harimoto                        | 26 de março de 2017     | 11.17                      |
| Depois que um engenheiro em um novo navio da Marinha é morto, Callen e Sam embarcam em um voo para Tóquio para seguir seu colega, que pode ter planos roubados com ele. |           |                              |                     |                                      |                         |                            |
| 188 | 20        | "From Havana with Love"      | Dennis Smith        | Joe Sachs                            | 9 de abril de 2017      | 9.51                       |
| Quando um barman de uma casa noturna cubana acusa sua esposa, consultora da Marinha, de vender informações, Kensi atua disfarçada como dançarina e Deeks como funcionário da casa noturna para investigar. |           |                              |                     |                                      |                         |                            |
| 189 | 21        | "Battle Scars"               | James Withmore Jr.  | Jordana Lewis Jaffe & Andrew Bartels | 23 de abril de 2017     | 9.44                       |
| Ao investigar as atitudes estranhas de um veterano da Marinha, a equipe descobre que dois ex-Almirantes estão fazendo sua própria investigação paralela. Personagens recorrentes: John M. Jackson como Almirante aposentado e ex-Juiz Advogado Geral (JAG) A.J. Chegwidden e James Remar como Almirante aposentado Sterling Bridges |           |                              |                     |                                      |                         |                            |
| 190 | 22        | "Golden Days"                | Ruba Nadda          | Joseph C. Wilson & Lee A. Carlisle   | 30 de abril de 2017     | 9.08                       |
| A equipe trabalha com os antigos colegas de Hetty para recuperar $40 milhões em barras de ouro. Deeks recebe notícias surpreendentes da Detevive Whiting sobre seu caso. Personagens recorrentes: John M. Jackson como Almirante aposentado e ex-Juiz Advogado Geral (JAG) A.J. Chegwidden e James Remar como Almirante aposentado Sterling Bridges |           |                              |                     |                                      |                         |                            |
| 191 | 23        | "Uncaged"                    | Frank Military      | Frank Military                       | 7 de maio de 2017       | 9.06                       |
| A esposa de Sam é sequestrada, e em troca de sua vida os sequestradores exigem a libertação de Tahir Khaled, o maior inimigo de Sam. Personagem recorrente: Aunjanue Ellis como Michelle Hanna |           |                              |                     |                                      |                         |                            |
| 192 | 24        | "Unleashed"                  | John Peter Kousakis | R Scott Gemmill                      | 14 de maio de 2017      | 9.40                       |
| Sam age por conta própria para vingar a morte de sua esposa e acabar com Tahir Khaled de uma vez por todas. Kensi pede Deeks em casamento. |           |                              |                     |                                      |                         |                            |

### 9ª temporada: 2017-2018
| N.º geral | N.º na temp. | Título                            | Dirigido por        | Escrito por                       | Exibição original      | Audiência (milhões) |
| --- | ------------ | --------------------------------- | ------------------- | --------------------------------- | ---------------------- | ------------------- |
| 193 | 1            | "Party Crashers"                  | John Peter Kousakis | R. Scott Gemmill                  | 1 de outubro de 2017   | 8.95                |
| Hetty entrega seus papéis de aposentadoria e desaparece. Shay Mosley chega a LA para supervisionar a equipe e faz mudanças, enquanto Sam insiste que Callen encontre um novo parceiro. Primeiras aparições de: Shay Mosley e Harley Hidoko                                                                                     |              |                                   |                     |                                   |                        |                     |
| 194 | 2            | "Se Murio El Payaso"              | Rick Tunell         | Kyle Harimoto                     | 8 de outubro de 2017   | 8.46                |
| Quando a filha de um notório contraventor chega a Los Angeles, Sam é enviado disfarçado com um investidor enquanto Callen e Anna rastreiam o último esquema da família. Personagem recorrente: Bar Paly como Anna Kolcheck |              |                                   |                     |                                   |                        |                     |
| 195 | 3            | "Assets"                          | Tawnia McKiernan    | Kyle Harimoto                     | 15 de outubro de 2017  | 8.65                |
| Durante a investigação do assassinato de uma Tenente da Marinha em licença em Los Angeles, a equipe do NCIS descobre que documentos sigilosos que ela contrabandeou para a cidade podem ter sido vendidos para um comprador estrangeiro. Enquanto isso, Sam decide vender sua casa.                                            |              |                                   |                     |                                   |                        |                     |
| 196 | 4            | "Plain Sight"                     | Dennis Smith        | Joseph C. Wilson                  | 22 de outubro de 2017  | 8.18                |
| Depois que armas com um valor de rua de US $ 1 milhão são roubadas, a equipe rastreia a evidência até um evento de caridade. Para investigar, Mosley é adicionada à lista de convidados e Callen e Sam se passam por sua equipe de segurança.                                                                                  |              |                                   |                     |                                   |                        |                     |
| 197 | 5            | "Mountebank"                      | Terrence O'Hara     | Jordana Lewis Jaffe               | 29 de outubro de 2017  | 7.50                |
| Sam se faz passar por investidor depois que um proeminente banqueiro com ligações com um oligarca russo é assassinado. Uma da identidades de Callen tem seu cartão de crédito roubado, e Mosley receia que isso aponte para algo maior.                                                                                        |              |                                   |                     |                                   |                        |                     |
| 198 | 6            | "Can I Get a Witness?"            | James Hanlon        | Chad Mazero                       | 5 de novembro de 2017  | 8.03                |
| A Detetive Whiting do LAPD pede um favor a Deeks quando seu antigo parceiro Bates age clandestinamente e apenas Deeks pode trazê-lo de volta. |              |                                   |                     |                                   |                        |                     |
| 199 | 7            | "The Silo"                        | James Whitmore, Jr. | Frank Military                    | 12 de novembro de 2017 | 7.86                |
| Quando um Capitão da Força Aérea que namorou Kensi dez anos antes viola uma instalação de lançamento de mísseis, ela é levada ao local para ajudar a impedir o roubo de armas nucleres. |              |                                   |                     |                                   |                        |                     |
| 200 | 8            | "This Is What We Do"              | John Peter Kousakis | R. Scott Gemmill                  | 19 de novembro de 2017 | 6.95                |
| Quando um grupo de migrantes e oficiais da Patrulha da Fronteira são abatidos perto de Camp Pendleton, o time descobre que os assassinos estão a mando de um de seus antigos inimigos. Nell deve trabalhar com sua irmã mais velha e mandona Sydney, analista da Segurança Interna.                                            |              |                                   |                     |                                   |                        |                     |
| 201 | 9            | "Fool Me Twice"                   | Benny Boom          | Andrew Martels                    | 26 de novembro de 2017 | 7.64                |
| Callen e a equipe questionam a história de Joelle após ela escapar de um sequestro e pedir ajuda a Callen. Personagem recorrente: Elisabeth Bogush como Agente da CIA Joelle Taylor |              |                                   |                     |                                   |                        |                     |
| 202 | 10           | "Forasteira"                      | Eric Pot            | Erin Broadhurst                   | 10 de dezembro de 2017 | 7.53                |
| A equipe rastreia uma assaltante determinada a vingar a morte de seu pai matando um diplomata brasileiro. Enquanto isso, Deeks ajuda Guy, namorado de sua mãe, depois que ele é vítima de um roubo. |              |                                   |                     |                                   |                        |                     |
| 203 | 11           | "All Is Bright"                   | Ruba Nadda          | Chad Mazero                       | 17 de dezembro de 2017 | 7.21                |
| A equipe investiga um ataque de ransomware que interrompe a rede elétrica e paralisa a cidade. Sam tenta achar uma maneira de sua família celebrar o Natal após a morte de Michele. |              |                                   |                     |                                   |                        |                     |
| 204 | 12           | "Under Pressure"                  | Diana C. Valentine  | Joe Sachs                         | 7 de janeiro de 2018   | 7.87                |
| Depois que napalm é detectado em uma cena de crime, a equipe investiga a única vítima por possíveis ligações com o terrorismo. |              |                                   |                     |                                   |                        |                     |
| 205 | 13           | "Các Tù Nhân"                     | James Hanlom        | R. Scott Gemmill                  | 14 de janeiro de 2018  | 9.12                |
| Eric e Nell encontram uma pista misteriosa deixada por Hetty em um livro, que aponta para a cidade de Ho Chi Minn, no Vietnã. |              |                                   |                     |                                   |                        |                     |
| 206 | 14           | "Goodbye, Vietnam"                | John Peter Kousakis | R. Scott Gemmill                  | 11 de março de 2018    | 8.03                |
| A equipe OSP precisa trabalhar com a antiga unidade de Hetty para localizá-la, enquanto Eric e Nell trabalham com Sydney em busca de informações que possam ajudar a equipe. |              |                                   |                     |                                   |                        |                     |
| 207 | 15           | "Liabilities"                     | Lily Mariye         | Kyle Harimoto                     | 18 de março de 2018    | 8.02                |
| A investigação de um caso antigo leva a equipe a Jennifer Kim, a filha distante de Granger, que pode ser a única capaz de impedir que um agente norte-coreano renegado pratique um ataque terrorista em Los Angeles. Hetty faz reajustes no escritório da OSP após seu retorno. Callen e Sam descobrem que Granger está morto. |              |                                   |                     |                                   |                        |                     |
| 208 | 16           | "Warrior of Peace"                | Terence Nightingall | Andrew Bartels                    | 25 de março de 2018    | 8.58                |
| O pai de Callen é apreendido como parte de uma troca por dois fotógrafos americanos mantidos reféns no Irão. |              |                                   |                     |                                   |                        |                     |
| 209 | 17           | "The Monster"                     | Dennis Smith        | Adam George Key & Frank Military  | 1 de abril de 2018     | 7.12                |
| Ao investigar o caso de uma pessoa desaparecida, a equipe descobre um assassino que faz um show para voyeuristas que pagam muito. |              |                                   |                     |                                   |                        |                     |
| 210 | 18           | "Vendetta"                        | James Withmore, Jr. | Jordana Lewis Jaffe               | 8 de abril de 2018     | 8.14                |
| O NCIS une-se à ATF quando um notório traficante internacional de armas retorna aos EUA. |              |                                   |                     |                                   |                        |                     |
| 211 | 19           | "Outside the Lines"               | Suzanne Saltz       | Joseph C. Wilson                  | 22 de abril de 2018    | 7.57                |
| Sam e Hidoko são enviados disfarçados após uma fazenda de criptografia ser roubada em mais de 10 milhões de dólares em bitcoins. |              |                                   |                     |                                   |                        |                     |
| 212 | 20           | "Reentry"                         | Eric Pot            | Lee A. Carlisle & Andrew Bartels  | 29 de abril de 2018    | 7.62                |
| A equipe busca um componente altamente secreto desaparecido após um lançamento de foguete mal sucedido. |              |                                   |                     |                                   |                        |                     |
| 213 | 21           | "Where Everybody Knows Your Name" | Rick Tunell         | Chad Mazero & Jordana Lewis Jaffe | 6 de maio de 2018      | 7.71                |
| O OSP trabalha em conjunto com o FBI para investigar a morte de um fuzileiro aparentemente vítima de overdose de drogas. |              |                                   |                     |                                   |                        |                     |
| 214 | 22           | "Venganza"                        | Yangzom Brauen      | Erin Broadhurst & Kyle Harimoto   | 13 de maio de 2018     | 7.32                |
| O NCIS investiga o assassinato de uma presidiária, filha adotiva de um notório falsificador. Callen é intimado pela Corregedoria da AFT para discutir as ações de Anna Kolcheck durante uma investigação conjunta das duas agências.                                                                                           |              |                                   |                     |                                   |                        |                     |
| 215 | 23           | "A Line in the Sand"              | Frank Military      | Frank Military                    | 20 de maio de 2018     | 7.82                |
| Após Sam ser baleado em um tiroteio contra um cartel, um suspeito fornece pistas sobre a localização do contrabandista de armas Spencer Williams, que está com o filho de Mosley. A equipe se preocupa que ela possa cruzar a linha para ter seu filho de volta.                                                               |              |                                   |                     |                                   |                        |                     |
| 216 | 24           | "Ninguna Salida"                  | John Peter Kousakis | Joe Sachs & R. Scott Gemmill      | 20 de maio de 2018     | 7.82                |
| Hidoko desaparece no México ao procurar o filho de Mosley. Callen comanda uma equipe dividida numa ousada missão de resgate no México, da qual talvez nem todos sairão com vida. |              |                                   |                     |                                   |                        |                     |

### 10ª temporada: 2018-2019
| N.º geral | N.º na temp. | Título                      | Dirigido por        | Escrito por                      | Exibição original       | Audiência (milhões) |
| --- | ------------ | --------------------------- | ------------------- | -------------------------------- | ----------------------- | ------------------- |
| 217 | 1            | "To Live and Die in Mexico" | Frank Military      | Frank Military                   | 30 de setembro de 2018  | 8.75                |
| Depois que seu veículo é atingido por um foguete, a equipe seriamente ferida tenta colocar-se em segurança e escapar das forças do cartel que os quer mortos. O trágico destino da Agente Hidoko é revelado. |              |                             |                     |                                  |                         |                     |
| 218 | 2            | "Superhuman"                | Dennis Smith        | Kyle Harimoto                    | 7 de outubro de 2018    | 7.54                |
| Callen permanece em licença médica após a missão no México, e Hetty e Mosley enfrentam as consequências. O resto da equipe tem o auxílio de Nicole Dechamps na procura por um ladrão de bancos armado com um protótipo de armadura da Marinha. |              |                             |                     |                                  |                         |                     |
| 219 | 3            | "The Prince"                | Lily Mariye         | Andrew Bartels                   | 14 de outubro de 2018   | 7.63                |
| A equipe complementa a proteção de um príncipe saudita depois que um comboio com seu chamariz é atacado, mas as coisas se complicam quando se revela que a autora do ataque é Joelle Taylor. |              |                             |                     |                                  |                         |                     |
| 220 | 4            | "Hit List"                  | Eric Pot            | R. Scott Gemmill                 | 21 de outubro de 2018   | 8.35                |
| A equipe descobre que se tornou alvo do cartel, junto com Mosley e seu filho, enquanto Mosley precisa lidar com um promotor investigando a operação não autorizada no México. |              |                             |                     |                                  |                         |                     |
| 221 | 5            | "Pro Se"                    | Benny Boom          | Jordana Lewis Jaffe              | 28 de outubro de 2018   | 7.19                |
| Quando uma informante do NCIS é presa sob falsas acusações, a equipe trabalha para esclarecer o caso em que ela estava ajudando. |              |                             |                     |                                  |                         |                     |
| 222 | 6            | "Asesinos"                  | Terrence O'Hara     | R. Scott Gemmill                 | 4 de novembro de 2018   | 7.04                |
| A equipe é chamada quando Mosley se torna pessoa de interesse no assassinato de um pistoleiro do cartel, e devem rastreá-la antes que ela cruze a linha - e sem que o promotor especial descubra. |              |                             |                     |                                  |                         |                     |
| 223 | 7            | "One of Us"                 | Dennis Smith        | Kyle Harimoto                    | 11 de novembro de 2018  | 6.85                |
| Uma investigação de assassinato revela-se ação de um matador profissional com uma vendeta. Anna recebe sua sentença pelo assassinato de Sokolov. |              |                             |                     |                                  |                         |                     |
| 224 | 8            | "The Patton Project"        | Ruba Nadda          | Frank Military                   | 18 de novembro de 2018  | 7.22                |
| O Vice Diretor Ochoa designa a equipe para participar de uma operação secreta sobre um grupo terrorista que defende o uso de força militar extrema. |              |                             |                     |                                  |                         |                     |
| 225 | 9            | "A Diamond in The Rough"    | James Hanlon        | Chad Mazero                      | 25 de novembro de 2018  | 7.20                |
| Ao investigar um atentado durante o jantar de um Capitão da Marinha com um General paquistanês, a equipe enfrenta um escândalo político quando se descobre que o General detinha informações confidenciais sobre campos do Taliban. Kensi e Deeks procuram alguém para comandar seu bar. |              |                             |                     |                                  |                         |                     |
| 226 | 10           | "Heist"                     | Yangzom Brauen      | Jordana Lewis Jaffe              | 9 de dezembro de 2018   | 7.50                |
| Após um assalto a banco resultar no roubo de uma caixa de depósito de uma empreiteira contratada da Marinha, a equipe investiga a empresária para descobrir o que havia na caixa que valeria a pena roubar, ao mesmo tempo que lidam com o Promotor Especial Rogers e sua investigação. |              |                             |                     |                                  |                         |                     |
| 227 | 11           | "Joyride"                   | Tawnia McKiernan    | Erin Broadhurst                  | 16 de dezembro de 2018  | 7.21                |
| A equipe procura um reservista da Marinha, com histórico de síndrome de estresse pós-trauma, desaparecido após uma briga. |              |                             |                     |                                  |                         |                     |
| 228 | 12           | "The Sound of Silence"      | Terence Nightingall | Joe Sachs                        | 6 de janeiro de 2019    | 7.59                |
| Após a chefe de logística de uma estação de armas da Marinha sofrer um colapso no trabalho, a equipe investiga uma possível ameaça terrorista. Kensi e Deeks pesquisam diferentes lugares para sua lua de mel. |              |                             |                     |                                  |                         |                     |
| 229 | 13           | "Better Angels"             | Diana C. Valentine  | Frank Military                   | 13 de janeiro de 2019   | 8.31                |
| Uma testemunha com informações sobre o uso de armas químicas na Síria é vítima de um brutal atropelamento. Enquanto Kensi conecta-se com a vítima, a equipe trabalha com Arlo Turk e o Tribunal Global para encontrar um pendrive com evidências vitais. |              |                             |                     |                                  |                         |                     |
| 230 | 14           | "Smokescreen (Part I)"      | Dennis Smith        | Andrew Bartels                   | 27 de janeiro de 2019   | 6.75                |
| A equipe trabalha em conjunto com o FBI para localizar uma célula terrorista em Los Angeles que estaria preparando um ataque iminente. |              |                             |                     |                                  |                         |                     |
| 231 | 15           | "Smokescreen (Part II)"     | Sherwin Shilati     | Matt Klafter & Kyle Harimoto     | 17 de fevereiro de 2019 | 6.74                |
| Após o ataque terrorista em um teatro, a busca da equipe pelos responsáveis leva à descoberta de que se tratou de uma operação de bandeira falsa, ou seja, forjada. |              |                             |                     |                                  |                         |                     |
| 232 | 16           | "Into the Breach"           | James Hanlon        | Lee A. Carlisle                  | 3 de março de 2019      | 6.97                |
| A última investigação da equipe leva à descoberta da história de uma operação militar fracassada. O bar de Deeks recebe uma vistoria sanitária. |              |                             |                     |                                  |                         |                     |
| 233 | 17           | "Till Death Do Us Part"     | Tony Wharmby        | R. Scott Gemmill                 | 17 de março de 2019     | 8.47                |
| Chega o dia do tão aguardado casamento de Deeks e Kensi, mas a cerimônia tem problemas com a chegada inesperada de Anatoli Kirkin. O conteúdo da misteriosa caixa enfim é revelado, e Hetty reaparece. |              |                             |                     |                                  |                         |                     |
| 234 | 18           | "Born to Run"               | Lily Mariye         | Jordana Lewis Jaffe              | 24 de março de 2019     | 7.16                |
| Sydney arrasta Nell quando um colega de faculdade delas torna-se alvo de assassinos desconhecidos, enquanto o resto da equipe acredita que ele é o principal suspeito da morte de um oficial naval que guardava um projeto ultrassecreto. |              |                             |                     |                                  |                         |                     |
| 235 | 19           | "Searching"                 | Terrence O'Hara     | Adam George Key & Kyle Harimoto  | 31 de março de 2019     | 7.50                |
| Os agentes tiram o dia de folga para tratar de assuntos pessoais. Kensi e Deeks tentar angariar fundos para caridade; Callen se recupera de um ferimento e procura ligar-se a seu sobrinho; Eric e Nell planejam ir a San Francisco para uma entrevista de emprego de Eric. Sam junta-se ao Agente do DOJ Lance Hamilton e à Agente Fatima Namazi para perseguir um traficante de drogas do Texas que supostamente sequestrou a família de um agente federal por vingança.                                                                                |              |                             |                     |                                  |                         |                     |
| 236 | 20           | "Choke Point"               | James Whitmore Jr.  | Joe Sachs & R. Scott Gemmill     | 14 de abril de 2019     | 6.79                |
| Depois que um SEAL que trabalhava como segurança em um depósito de maconha é atacado, a investigação leva a equipe a um potencial ataque em massa. |              |                             |                     |                                  |                         |                     |
| 237 | 21           | "The One That Got Away"     | Eric A. Pott        | Andrew Bartels & Erin Broadhurst | 28 de abril de 2019     | 5.66                |
| Anna e sua companheira de cela fogem da prisão. O OSP precisa ajudar a localizá-las para evitar um banho de sangue. Participação especial: Denise Crosby |              |                             |                     |                                  |                         |                     |
| 238 | 22           | "No More Secrets"           | Yangzom Brauen      | Andrew Bartels & Erin Broadhurst | 5 de maio de 2019       | 4.95                |
| A equipe viaja para Cuba em missão não autorizada, após Callen conseguir uma pista sobre o paradeiro de Anna. |              |                             |                     |                                  |                         |                     |
| 239 | 23           | "The Guardian"              | John P. Kousakis    | R. Scott Gemmill                 | 12 de maio de 2019      | 5.98                |
| Callen e Sam embarcam no USS Allegiance, no Golfo Pérsico, para trabalhar com o Capitão Harmon "Harm" Rabb Jr. na investigação de uma possível ameaça terrorista. Nell retorna a San Francisco após receber más notícias sobre a saúde de sua mãe. Observação: Harmon Rabb (David James Elliott) foi coprotagonista da série JAG. |              |                             |                     |                                  |                         |                     |
| 240 | 24           | "False Flag"                | Dennis Smith        | Frank Military                   | 19 de maio de 2019      | 5.28                |
| Callen, Sam e Harm fazem várias detenções a bordo do Allegiance, ao mesmo tempo em que precisam lidar com a mobilização de forças iranianas próxima à fronteira do Iraque. Enquanto isso, o resto da equipe tem o auxílio da Coronel Sarah "Mac" MacKenzie para investigar uma intrincada rede de espionagem. Eric fica dividido entre dar assistência a Nell e sua mãe no hospital ou ajudar o NCIS a neutralizar a ameaça terrorista e impedir a Terceira Guerra Mundial. Observação: Sarah MacKenzie (Catherine Bell) foi coprotagonista da série JAG. |              |                             |                     |                                  |                         |                     |

### 11ª temporada: 2019-2020
| N.º geral | N.º na temp. | Título                     | Dirigido por        | Escrito por                                                                                 | Exibição original       | Audiência (milhões) |
| --- | ------------ | -------------------------- | ------------------- | ------------------------------------------------------------------------------------------- | ----------------------- | ------------------- |
| 241 | 1            | "Let Fate Decide"          | Christine Moore     | Kyle Harimoto                                                                               | 29 de setembro de 2019  | 6.44                |
| Callen e Sam continuam com Harmon Rabb a bordo do Allegiance tentando identificar e capturar os espiões chechenos, enquanto Hetty tenta neutralizar um ataque de mísseis no Oriente Médio. A equipe, com os reforços de Fatima, Harm e Mac, se divide entre vários contatos para convencer os governos do Oriente Médio que o ataque de mísseis partira do Estado Islâmico. Harm e Mac conversam francamente sobre o fracasso de seu relacionamento. |              |                            |                     |                                                                                             |                         |                     |
| 242 | 2            | "Decoy"                    | Dennis Smith        | Kyle Harimoto                                                                               | 6 de outubro de 2019    | 6.70                |
| A equipe se divide para atender vários casos pelo mundo; enquanto Sam e Callen trabalham com a Mossad em Tel Aviv, Kensi faz parceria com o Agente do DoJ Lance Hamilton em LA. |              |                            |                     |                                                                                             |                         |                     |
| 243 | 3            | "Hail Mary"                | Benny Boom          | R. Scott Gemmill & Frank Military                                                           | 13 de outubro de 2019   | 6.63                |
| O Almirante Kilbride requisita a colaboração da equipe no resgate de um oficial da inteligência Naval sequestrado, mas a equipe fica irritada por ele esconder informações. |              |                            |                     |                                                                                             |                         |                     |
| 244 | 4            | "Yellow Jack"              | Terrence O'Hara     | Andrew Bartels                                                                              | 20 de outubro de 2019   | 6.40                |
| O assassinato de uma Tenente leva a equipe a investigar um potencial surto de ebola; Callen, Sam e o novato Agente Eshan Navid (do epísódio 5.13) retornam ao Allegiance enquanto Kensi e Deeks seguem os movimentos dela após deixar o navio. Deeks estranha o comportamento de sua esposa e ela lhe confessa que pode estar grávida. |              |                            |                     |                                                                                             |                         |                     |
| 245 | 5            | "Provenance"               | Lily Mariye         | Jordana Lewis Jaffe                                                                         | 27 de outubro de 2019   | 6.09                |
| O NCIS procura uma pintura roubada avaliada em US$ 40 milhões, quando conversas on line indicam que a obra de arte será leiloada no mercado negro para financiar atividades terroristas. |              |                            |                     |                                                                                             |                         |                     |
| 246 | 6            | "A Bloody Brilliant Plan"  | Terence Nightingall | Teleplay by: Frank Military Story by: Terence Nightingall & Kate D. Martin & Frank Military | 3 de novembro de 2019   | 5.71                |
| A equipe NCIS relutantemente alia-se a dois ex-criminosos ingleses, depois que um poderoso traficante de armas sequestra a filha de um deles para tentar obter um perigoso sistema de armas. |              |                            |                     |                                                                                             |                         |                     |
| 247 | 7            | "Concours D'Elegance"      | Yangzom Brauen      | Lee A. Carlisle                                                                             | 10 de novembro de 2019  | 6.04                |
| A equipe volta a cruzar os caminhos de Katherine Casillas quando o roubo de um protótipo de drone submarino é ligado a uma festa de flâmulas de video game. Fatima afasta-se da equipe e parte para uma missão secreta. |              |                            |                     |                                                                                             |                         |                     |
| 248 | 8            | "Human Resources"          | James Hanlon        | Joe Sachs                                                                                   | 17 de novembro de 2019  | 6.51                |
| A investigação da equipe sobre o sequestro de um Tenente da Marinha leva-os a um presunçoso fabricante de bombas. |              |                            |                     |                                                                                             |                         |                     |
| 249 | 9            | "Kill Beale: Vol. 1"       | Eric A. Pot         | Samantha Chasse & R. Scott Gemmill                                                          | 24 de novembro de 2019  | 6.35                |
| Quando o apartamento de Eric Beale em San Francisco é atacado, Callen e Sam tentam localizar o ex-colega antes que seja tarde demais, enquanto Kensi e Nell descobrem a verdade por trás do novo emprego de Eric. |              |                            |                     |                                                                                             |                         |                     |
| 250 | 10           | "Mother"                   | Dennis Smith        | Eric Christian Olsen & Babar Peerzada                                                       | 1 de dezembro de 2019   | 6.42                |
| A vida de Hetty corre perigo quando Akhos Laos, um ex-agente operativo recrutado e treinado por ela, retorna em busca de vingança pela vida que foi forçado a levar. |              |                            |                     |                                                                                             |                         |                     |
| 251 | 11           | "Answers"                  | Frank Military      | Kyle Harimoto                                                                               | 8 de dezembro de 2019   | 6.42                |
| Enquanto a equipe investiga o roubo de um vírus de computador, Callen e Sam consideram seu futuro na Agência. Kensi e Deeks falam sobre ter filhos, e Eric e Nell avaliam os efeitos da última missão de Eric sobre seu relacionamento. |              |                            |                     |                                                                                             |                         |                     |
| 252 | 12           | "Groundwork"               | Benny Boom          | Erin Broadhurst                                                                             | 5 de janeiro de 2020    | 5.72                |
| A Oficial da CIA Veronica Stephens (Dina Meyer) pede ajuda ao time NCIS quando um engenheiro agrícola que Hetty lhe pedira para trazer para os EUA desaparece. |              |                            |                     |                                                                                             |                         |                     |
| 253 | 13           | "High Society"             | John Peter Kousakis | Chad Mazero                                                                                 | 12 de janeiro de 2020   | 6.37                |
| Após uma onda de mortes causadas por uso de opióides vendidos no mercado negro, a equipe liga a venda da droga nas ruas ao levantamento de fundos para atividades terroristas. |              |                            |                     |                                                                                             |                         |                     |
| 254 | 14           | "Commitment Issues"        | James Hanlon        | Jordana Lewis Jaffe                                                                         | 16 de fevereiro de 2020 | 6.05                |
| A equipe do NCIS investiga o assassinato de um engenheiro de guerra naval em um evento de poesia falada; Callen pede a Nell para ajudá-lo em uma busca mundial pelo paradeiro de Anna. |              |                            |                     |                                                                                             |                         |                     |
| 255 | 15           | "The Circle"               | Diana C. Valentine  | Andrew Bartels                                                                              | 23 de fevereiro de 2020 | 6.20                |
| Anna Kolcheck volta para avisar Callen que ele está em perigo e agora ele deve trabalhar com um arqui-inimigo para parar um círculo de tráfico clandestino. |              |                            |                     |                                                                                             |                         |                     |
| 256 | 16           | "Alsiyadun"                | Dennis Smith        | R. Scott Gemmill                                                                            | 1 de março de 2020      | 6.49                |
| Quando Fatima é capturada durante sua missão secreta, Callen e Sam alistam um agente disfarçado da CIA para ajudar a resgatá-la. |              |                            |                     |                                                                                             |                         |                     |
| 257 | 17           | "Watch Over Me"            | Dan Liu             | Kyle Harimoto                                                                               | 8 de março de 2020      | 6.56                |
| Depois que um agente do FBI é morto quando tentava rastrear a localização de um agente disfarçado, o NCIS deve localizar o agente desaparecido antes que os criminosos o encontrem. Primeira aparição de: Devin Roundtree |              |                            |                     |                                                                                             |                         |                     |
| 258 | 18           | "Missing Time"             | Yangzom Brauen      | Andrew Bartels                                                                              | 22 de março de 2020     | 7.44                |
| Enquanto o NCIS investiga o desaparecimento de um oficial do Departamento de Defesa que estava examinando um recente avistamento de OVNI, Anna toma uma decisão ousada sobre seu futuro. |              |                            |                     |                                                                                             |                         |                     |
| 259 | 19           | "Fortune Favors The Brave" | Eric A. Pot         | R. Scott Gemmill                                                                            | 29 de março de 2020     | 7.01                |
| Enquanto Sam investiga o assassinato de um exilado iraniano que trabalhava para derrubar o regime atual, ele também deve tentar salvar o Agente Roundtree, que está tendo um primeiro dia inesperadamente aventureiro no trabalho ao acidentalmente acionar uma bomba. Nell decide deixar o NCIS e Hetty pede a ela que use suas férias para pensar melhor sobre o assunto.                                                                          |              |                            |                     |                                                                                             |                         |                     |
| 260 | 20           | "Knock Down"               | Tony Wharmby        | Jordana Lewis Jaffe                                                                         | 12 de abril de 2020     | 6.77                |
| A equipe auxilia o Departamento de Justiça na investigação de um incendiário que tem como alvo uma casa de agentes do FBI que está protegendo um ativista político em busca de asilo; Eric lida com as consequências de Nell deixar a equipe. |              |                            |                     |                                                                                             |                         |                     |
| 261 | 21           | "Murder of Crows"          | Suzanne Saltz       | Chad Mazero                                                                                 | 19 de abril de 2020     | 6.89                |
| A equipe auxilia uma antiga operadora técnica do NCIS na busca por seu ex-parceiro, que eles receiam estar trabalhando com os traficantes de armas cuja captura falhou anos antes. Deeks enrola quando seu bar recebe uma avaliação negativa. |              |                            |                     |                                                                                             |                         |                     |
| 262 | 22           | "Code of Conduct"          | Frank Military      | Frank Military                                                                              | 26 de abril de 2020     | 5.26                |
| Sam, Callen e Roundtree viajam ao Afeganistão para ajudar em um caso delicado em que dois SEALs acusam seu superior de matar um prisioneiro desarmado. |              |                            |                     |                                                                                             |                         |                     |

### 12ª temporada: 2020-2021
| N.º geral | N.º na temp. | Título                       | Dirigido por     | Escrito por                                 | Exibição original       | Audiência (milhões) |
| --- | ------------ | ---------------------------- | ---------------- | ------------------------------------------- | ----------------------- | ------------------- |
| 263 | 1            | "The Bear"                   | Dennis Smith     | R. Scott Gemmill                            | 8 de novembro de 2020   | 6.35                |
| Quando um bombardeiro russo desaparece ao sobrevoar o solo americano, Callen e Sam precisam localizá-lo e desativar seu armamento nuclear antes que os russos a bordo destruam o aparelho. Hetty dá a Nell uma atribuição crítica. |              |                              |                  |                                             |                         |                     |
| 264 | 2            | "War Crimes"                 | Yangzom Brauen   | Jordana Lewis Jaffe                         | 15 de novembro de 2020  | 6.10                |
| Quando começa o julgamento do Sub-oficial Chefe preso por Callen e Sam no ano anterior por crimes de guerra, a equipe NCIS é chamada para ajudar a encontrar a testemunha chave desaparecida. |              |                              |                  |                                             |                         |                     |
| 265 | 3            | "Angry Karen"                | Dennis Smith     | R. Scott Gemmill                            | 22 de novembro de 2020  | 6.11                |
| Quando Nell envia Sam para encontrar um informante que planeja revelar um segredo militar, a vida do Agente Hanna corre perigo quando o homem tenta atropelá-lo e matá-lo. Além disso, Kensi e Deeks discutem se devem ou não comprar sua primeira casa própria. |              |                              |                  |                                             |                         |                     |
| 266 | 4            | "Cash Flow"                  | Yangzom Brauen   | Kyle Harimoto                               | 6 de dezembro de 2020   | 4.56                |
| O corpo de um reservista da Marinha assassinado é encontrado por ladrões no meio de um assalto, e NCIS deve trabalhar com os assaltantes para encontrar o assassino; Kensi e Deeks lutam para decidir se estão prontos para dar o salto para comprar uma casa. |              |                              |                  |                                             |                         |                     |
| 267 | 5            | "Raise The Dead"             | Terrence O'Hara  | Frank Military                              | 6 de dezembro de 2020   | 3.86                |
| Para obter informações sobre uma questão de segurança nacional, Kensi deve ficar cara a cara com um sociopata que está obcecado por ela desde que ela o colocou na prisão anos antes. Deeks está desesperado para manter Kensi segura, mas é forçado a deixar o NCIS quando sua função de oficial de ligação LAPD/NCIS é encerrada definitivamente.                                           |              |                              |                  |                                             |                         |                     |
| 268 | 6            | "If The Fates Allow"         | Dan Liu          | Andrew Barthels                             | 13 de dezembro de 2020  | 6.04                |
| Antes do Natal, Hetty atribui a Callen o caso de seu ex-irmão adotivo e sua esposa, que, ao voltarem aos EUA, são acusados de contrabandear drogas pela fronteira; Deeks está lidando com a perda de seu emprego no NCIS. |              |                              |                  |                                             |                         |                     |
| 269 | 7            | "Overdue"                    | Terrence O'Hara  | Chad Mazero                                 | 3 de janeiro de 2021    | 5.73                |
| A investigação pelo NCIS do assassinato de um homem que vendia informações militares leva ao sequestro de um médico cuja neurotecnologia de ponta poderia ser desenvolvida em armamentos avançados. |              |                              |                  |                                             |                         |                     |
| 270 | 8            | "Love Kills"                 | Dan Liu          | R. Scott Gemmill                            | 10 de janeiro de 2021   | 5.89                |
| Quando NCIS investiga o assassinato de um homem prestes a revelar a origem de uma grande operação de falsificação, uma velha conhecida se torna a principal suspeita e revela o verdadeiro motivo de seu retorno. |              |                              |                  |                                             |                         |                     |
| 271 | 9            | "A Fait Accompli"            | Eric Pot         | Matt Klafter & Kyle Harimoto                | 17 de janeiro de 2021   | 5.57                |
| Enquanto o NCIS deve rastrear um líder do crime organizado que está tentando comprar tecnologia de defesa roubada, Callen vai até Anna para fazer-lhe a "pergunta final"; Deeks é expulso do treinamento NCIS, e Hetty tem uma surpresa de mudança de vida para ele. |              |                              |                  |                                             |                         |                     |
| 272 | 10           | "The Frogman's Daughter"     | Tawnia McKiernan | Indira Gibson Wilson & Jordana Lewis Jaffee | 14 de fevereiro de 2021 | 6.15                |
| Quando a filha de Sam Hanna é sequestrada, Sam descobre que Kam mantinha segredos dele. |              |                              |                  |                                             |                         |                     |
| 273 | 11           | "Russia, Russia, Russia"     | Daniela Ruah     | R. Scott Gemmill                            | 21 de fevereiro de 2021 | 5.92                |
| Quando Callen vai ao Centro Nacional de Contraterrorismo para interrogar uma ativo russo do caso da queda do avião meses antes (do episódio "The Bear"), a situação sofre uma reviravolta quando Callen é detido sob a acusação de ser um agente russo. |              |                              |                  |                                             |                         |                     |
| 274 | 12           | "Can't Take My Eyes Off You" | Tawnia McKiernan | Lee A. Carlisle                             | 28 de fevereiro de 2021 | 5.83                |
| Após Callen receber uma mensagem enigmática de Hetty, ele rastreia a pessoa que o segue, levando-o a um local remoto repleto de russos... e cara a cara com Anna. |              |                              |                  |                                             |                         |                     |
| 275 | 13           | "Red Rover, Red Rover"       | Terrence O'Hara  | Andrew Bartels                              | 28 de março de 2021     | 5.57                |
| Para resgatar Joelle de mais torturas pelos russos, Callen e NCIS devem oferecer Anna como isca para Katya. Callen finalmente descobre quem o acusou de ser um espião russo. |              |                              |                  |                                             |                         |                     |
| 276 | 14           | "The Noble Maidens"          | James Hanlon     | Chad Mazero & R. Scott Gemmill              | 4 de abril de 2021      | 5.55                |
| Após Anna ser sequestrada, Callen e a equipe precisam correr para salvá-la antes que ela seja mandada de volta para a Rússia. Nell recebe uma oportunidade do Almirante Kilbride. Kirkin é morto por um tiro. |              |                              |                  |                                             |                         |                     |
| 277 | 15           | "Imposter Syndrome"          | Eric Pot         | Samantha Chasse                             | 2 de maio de 2021       | 5.61                |
| NCIS obtém um disco rígido contendo um vídeo falso realístico de um terrorista falecido e deve recuperar a tecnologia perigosa por trás dele. No entanto, quando os comunicadores da equipe são sequestrados durante a missão, eles descobrem que um dos seus foi vítima de seu potencial. |              |                              |                  |                                             |                         |                     |
| 278 | 16           | "Signs Of Change"            | Dennis Smith     | Indira Gibson Wilson & Jordana Lewis Jaffee | 9 de maio de 2021       | 5.60                |
| Quando tecnologia militar de alto nível é roubada, uma engenheira surda que sempre quis servir a seu país e único membro de sua equipe a sobreviver ao roubo ajuda Kensi e o NCIS a rastrear a tecnologia antes que ela seja retirada do país. |              |                              |                  |                                             |                         |                     |
| 279 | 17           | "Through The Looking Glass"  | Frank Military   | Frank Military                              | 16 de maio de 2021      | 5.85                |
| Depois que um Oficial da Inteligência Naval é torturado e morto, o NCIS deve trabalhar com Joelle, que os informa que outros operativos da CIA foram mortos da mesma maneira. Kensi recebe um postal ameaçador de David Kessler, o sociopata que é obcecado por ela. |              |                              |                  |                                             |                         |                     |
| 280 | 18           | "A Tale of Two Igors"        | John P. Kousakis | Kyle Harimoto & R. Scott Gemmill            | 23 de maio de 2021      | 6.18                |
| Deeks é sequestrado por um associado de Kirkin que pede sua ajuda, enquanto o NCIS investiga a morte de um golfinho militarizado equipado com um chip russo. Enquanto Sam preocupa-se com o teste de piloto de Aiden, Fatima sente-se angustiada por um fato do passado, Hetty retorna e Eric faz uma proposta interessante a Nell. Observação: últimas aparições de Eric Beale e Nell Jones. |              |                              |                  |                                             |                         |                     |

### 13ª temporada: 2021-2022
| N.º geral | N.º na temp. | Título                      | Dirigido por        | Escrito por                         | Exibição original       | Audiência (milhões)     |
| --- | ------------ | --------------------------- | ------------------- | ----------------------------------- | ----------------------- | ----------------------- |
| 281 | 1            | "Sujeito 17"                | Dennis Smith        | R. Scott Gemmill                    | 10 de outubro de 2021   | 5,85                    |
| Enquanto Callen suspeita que Hetty guarda segredos sobre seu passado e Joelle surge em sua busca para capturar Katya, NCIS deve rastrear um informante cuja vida está em perigo. Além disso, Kensi e Deeks trabalham para expandir sua família. |              |                             |                     |                                     |                         |                         |
| 282 | 2            | "Fukushu"                   | Dennis Smith        | Kyle Harimoto                       | 17 de outubro de 2021   | 5,62                    |
| NCIS leva o caso para o lado pessoal quando o pai de um oficial da LAPD, um amado veterano nipo-americano, é vítima de um crime de ódio cruel. |              |                             |                     |                                     |                         |                         |
| 283 | 3            | "Contratado"                | Eric Pot            | Frank militar                       | 24 de outubro de 2021   | 5,78                    |
| Sam e Kilbride entram em confronto quando um caso envolvendo um traficante de armas responsável pela matança de agentes do ATF os leva a um coronel bem relacionado e amigo de Kilbride, acusado de fornecer armas a grupos de milícias. Além disso, Kensi e Fátima vão disfarçados em uma clínica de reabilitação para questionar a namorada do traficante de armas. |              |                             |                     |                                     |                         |                         |
| 284 | 4            | "Desculpe por sua perda"    | Eric Pot            | Chad Mazero                         | 31 de outubro de 2021   | 5,07                    |
| Enquanto Callen continua caçando Katya, Kilbride alista NCIS para ajudar a encontrar um caminhão de armas roubadas. A tarefa se torna mais desafiadora quando seu suspeito, o filho de um chefe da máfia que eles acreditam estar planejando vendê-los, é encontrado morto.                                                                                           |              |                             |                     |                                     |                         |                         |
| 285 | 5            | "Dividido nós caímos"       | Terence Nightingall | Andrew Bartels                      | 7 de novembro de 2021   | 5,37                    |
| Quando uma missão do NCIS para proteger um agente secreto comprometido fica completamente de lado, os agentes são interrogados individualmente para descobrir o que realmente aconteceu. Além disso, Kilbride deve tomar uma decisão difícil. |              |                             |                     |                                     |                         |                         |
| 286 | 6            | "Pôr-do-sol"                | Suzanne Saltz       | Lee A. Carlisle                     | 21 de novembro de 2021  | 5,21                    |
| Sam negocia e Rountree vai disfarçado, quando um homem pega um ônibus cheio de reféns e ameaça explodi-lo, a menos que os crimes de guerra de sua filha sejam apurados postumamente. |              |                             |                     |                                     |                         |                         |
| 287 | 7            | "Soldado perdido"           | Daniela Ruah        | Indira Wilson                       | 2 de janeiro de 2022    | 5,17                    |
| NCIS investiga o aparente suicídio de um oficial de inteligência da Marinha que saltou para a morte após tomar LSD. Além disso, enquanto Kensi está fora, Deeks faz planos para refazer o quintal sem sua contribuição. |              |                             |                     |                                     |                         |                         |
| 288 | 8            | "Uma terra de lobos"        | Tawnia McKieman     | Justin Kohlas e Adam George Key     | 9 de janeiro de 2022    | 5,30                    |
| A equipe NCIS luta para encontrar Kensi, quando ela é atacada e sequestrada por um misterioso grupo de milícia enquanto ajuda um grupo de migrantes a cruzar a fronteira. |              |                             |                     |                                     |                         |                         |
| 289 | 9            | "Sob a influência"          | John P. Kousakis    | Anastasia Kousakis                  | 27 de fevereiro de 2022 | 5,53[carece de fontes?] |
| A equipe do NCIS ajuda um embaixador dos EUA a procurar sua filha desaparecida, Gia (Caitlin Carmichael), uma popular influenciadora de mídia social. Além disso, a Agente Aliyah De León retorna para apoiar a equipe com o caso. |              |                             |                     |                                     |                         |                         |
| 290 | 10           | "Onde reside a lealdade"    | Tawnia McKiernan    | Matt Klafter                        | 6 de março de 2022      | 5,45[carece de fontes?] |
| Quando um cientista civil que trabalhava com os fuzileiros navais é morto e sua tecnologia de radar avançada roubada, a equipe do NCIS deve se esforçar para encontrar a tecnologia ausente e o culpado. |              |                             |                     |                                     |                         |                         |
| 291 | 11           | "Todas as pequenas coisas"  | Terrence O'Hara     | R. Scott Gemmill                    | 13 de março de 2022     | 5,34[carece de fontes?] |
| Quando uma criança recém-nascida é encontrada abandonada em um navio da Marinha, Kensi e Deeks procuram a mãe a bordo antes que ela morra de complicações. Além disso, Nate (Peter Cambor) se encontra com o Almirante Kilbride e aprende sobre o projeto da CIA dos anos 70 e 80 envolvendo crianças.                                                                |              |                             |                     |                                     |                         |                         |
| 292 | 12           | "Murmuração"                | James Hanlon        | Samantha Chasse                     | 20 de março de 2022     | 5,60[carece de fontes?] |
| A equipe NCIS investiga uma aeronave não identificada que voa para o espaço aéreo dos EUA e colide com um avião da Marinha. Além disso, Deeks e Kensi começam a se preparar para sua inspeção de adoção. |              |                             |                     |                                     |                         |                         |
| 293 | 13           | "Bonafides"                 | Terrence O'Hara     | Kyle Harimoto                       | 27 de março de 2022     | 5,21[carece de fontes?] |
| Quando o parceiro do agente do DOJ Lance Hamilton é morto, Sam veste sua persona disfarçada anterior de "Switch" para encontrar o culpado. Além disso, Kensi, Deeks, Roundtree e Kilbride trabalham para pegar um engenheiro aeroespacial que roubou esquemas secretos da Marinha.                                                                                    |              |                             |                     |                                     |                         |                         |
| 294 | 14           | "A Caixa de Pandora"        | Daniela Ruah        | Chad Mazero & Lee A. Carlisle       | 27 de março de 2022     | 4,91[carece de fontes?] |
| NCIS investiga o roubo de um depósito de artes de alta qualidade disfarçando-se como potenciais compradores no mercado negro, para descobrir quem está por trás dos itens roubados. |              |                             |                     |                                     |                         |                         |
| 295 | 15           | "Percepção"                 | Benny Boom          | Faythallegrea Claude                | 10 de abril de 2022     | 5,26[carece de fontes?] |
| Rountree e sua irmã mais nova são parados pela polícia e tratados com severidade em um caso claro de discriminação racial. Além disso, NCIS investiga a morte de um fotógrafo da Marinha que foi designado para documentar a construção de uma nova estação de armas.                                                                                                 |              |                             |                     |                                     |                         |                         |
| 296 | 16           | "MWD"                       | Suzanne Saltz       | R. Scott Gemmill                    | 17 de abril de 2022     | 5,64                    |
| NCIS investiga o sequestro do Sargento Boomer, um cão de trabalho militar. Além disso, Sam procura vender seu barco para cuidar de seu pai que sofre de Alzheimer. |              |                             |                     |                                     |                         |                         |
| 297 | 17           | "Génesis"                   | John P. Kousakis    | Andrew Bartels                      | 24 de abril de 2022     | 5,65                    |
| A equipe do NCIS ajuda o oficial de inteligência naval Akhil Ali (Ashwin Gore) a localizar um colega que desapareceu enquanto recrutava ativos estrangeiros como potenciais fontes de inteligência. Além disso, Callen e o psicólogo Nate Getz (Peter Cambor) rastreiam um homem que Callen acredita estar presente em seu treinamento quando ele era jovem.          |              |                             |                     |                                     |                         |                         |
| 298 | 18           | "Difícil pelo dinheiro"     | Rick Tunell         | Matt Klafter & Indira Gibson Wilson | 1 de maio de 2022       | 5,21                    |
| NCIS investiga o assassinato de uma mulher empregada no programa de defesa antimísseis da Marinha e sua conexão com a tecnologia de mísseis da Marinha roubada. Além disso, um assistente social rigoroso estressa Deeks, e Sam discute a venda de seu barco. |              |                             |                     |                                     |                         |                         |
| 299 | 19           | "Viva Livre ou Morra de Pé" | Daniela Ruah        | Eric Christian Olsen                | 1 de maio de 2022       | 5,19                    |
| A equipe do NCIS trabalha com a agente da DEA Talia Del Campo (Mercedes Mason) para encontrar um denunciante desaparecido para testemunhar contra fabricantes de armas que comercializam para cartéis de drogas. |              |                             |                     |                                     |                         |                         |
| 300 | 20           | "Trabalho e família"        | Dennis Smith        | R. Scott Gemmill                    | 8 de maio de 2022       | 5,18                    |
| NCIS investiga depois que dois homens são explodidos por seus próprios explosivos enquanto tentavam invadir uma base militar. Além disso, Callen quer dar o próximo passo com Anna, e Sam vai morar com seu pai, Raymond (Richard Gant). Observação: Episódio 300 |              |                             |                     |                                     |                         |                         |
| 301 | 21           | "Na Toca do Coelho"         | Frank Militar       | Frank Militar                       | 15 de maio de 2022      | 5,33                    |
| A equipe NCIS deve encontrar rapidamente Callen depois que ele cai na armadilha de Katya usando o deepfake de Sam para coordenar um acordo de armas. |              |                             |                     |                                     |                         |                         |
| 302 | 22           | "Venham juntos"             | John P. Kousakis    | Kyle Harimoto                       | 22 de maio de 2022      | TBA                     |
| - A equipe NCIS procura uma equipe que rouba um cassino de Los Angeles com poder de nível militar. Além disso, Kensi e Deeks ouvem notícias emocionantes sobre a adoção, e Callen dá um grande passo em seu relacionamento com Anna. Observação: Final da temporada                                                                                                   |              |                             |                     |                                     |                         |                         |

### 14ª temporada: 2022-2023
#invoke:Tabela de episódios

## Ratings
#invoke:Gráfico de audiência